# フォルクスワーゲン
フォルクスワーゲン（ドイツ語: Volkswagen）は、フォルクスワーゲンAGの旗艦ブランド。1937年にドイツ労働戦線によって設立された。象徴的なビートルで知られる。ドイツ語でフォルクスは国民、大衆、ワーゲンは車を意味する。中国語ではフォルクスワーゲンは「大衆汽車」と訳されている。2020年には、フォルクスワーゲンブランドで約50車種が世界で生産された。

## 来歴

### ヒトラーの国民車計画

VWのロゴの変遷

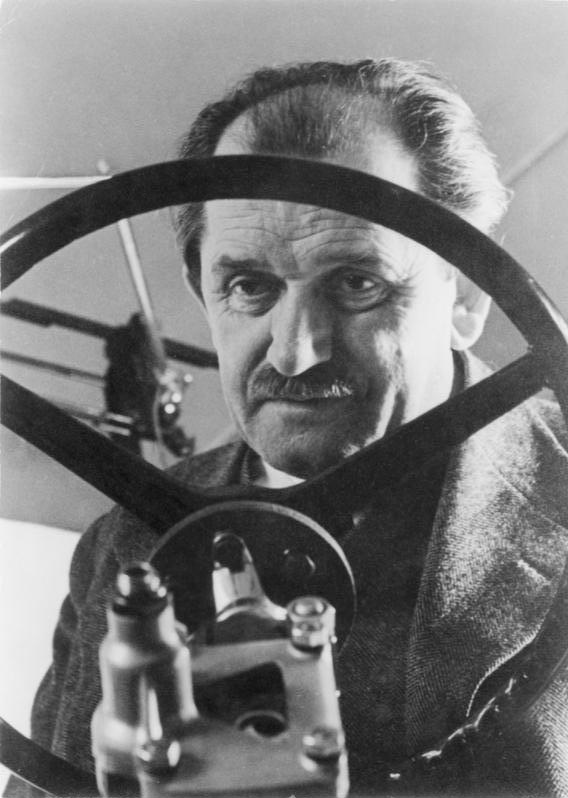
フェルディナント・ポルシェ

アドルフ・ヒトラーが1934年のベルリンモーターショウで提唱した国民車（フォルクスワーゲン）計画に従い、著名な自動車設計者であるフェルディナント・ポルシェによって、後のフォルクスワーゲン・タイプ1となる、進歩的なメカニズムを備えた流線型のリアエンジン小型車が開発された。1935年に最初の試作車が完成、1938年に発表された。
当初ヒトラーはこの車を「フォルクスワーゲン（国民車）」と称していたが、最終的に1938年に、「KdF-Wagen（歓喜力行団の車、KdF車）」と命名した。歓喜力行団とは、ドイツ労働戦線の一部局で労働者の余暇活動を活性化させる組織を指し、文字通り「ナチス党政権下の車」としての意義を強調するものであった。
生産のために1937年5月28日、フォルクスワーゲン準備会社（Gesellschaft zur Vorbereitung des Deutschen Volkswagens GmbH ）が創立され、1938年9月16日にフォルクスワーゲン製造会社（Volkswagenwerk GmbH ）と名称変更。この国民車の大量生産を期し、歓喜力行団の車を生産するための街（Stadt des KdF-Wagens、KdF車市）も建設された。
しかし1939年9月に第二次世界大戦が始まると、フォルクスワーゲン製造会社は軍需生産に移行し、歓喜力行団の車をベースにしたキューベルワーゲン等の軍用車両を生産する。民需のKdF車は生産されず、歓喜力行団へ積立金を支払っていた購入希望者への納車はされなかった。

### 第二次世界大戦時中
第二次世界大戦時中のフォルクスワーゲン製造会社の生産ラインには、ポーランド、ウクライナ、ロシア、ベラルーシ、イスラエル、オランダ、フランス、オーストリアなど、ドイツが占領した近隣諸国からの約2万人の強制労働者や戦争捕虜、のちにはアウシュヴィッツ収容所の収容者が送り込まれ、過酷な労働を強いられ死に至る者もいた。
設計者のフェルディナント・ポルシェもキューベルワーゲン、シュビムワーゲン以外にティーガーI戦車を含めた軍用車輌開発に従事していた。そのような情勢でフォルクスワーゲン計画は立ち消えたかたちになった。

### 占領下の復興

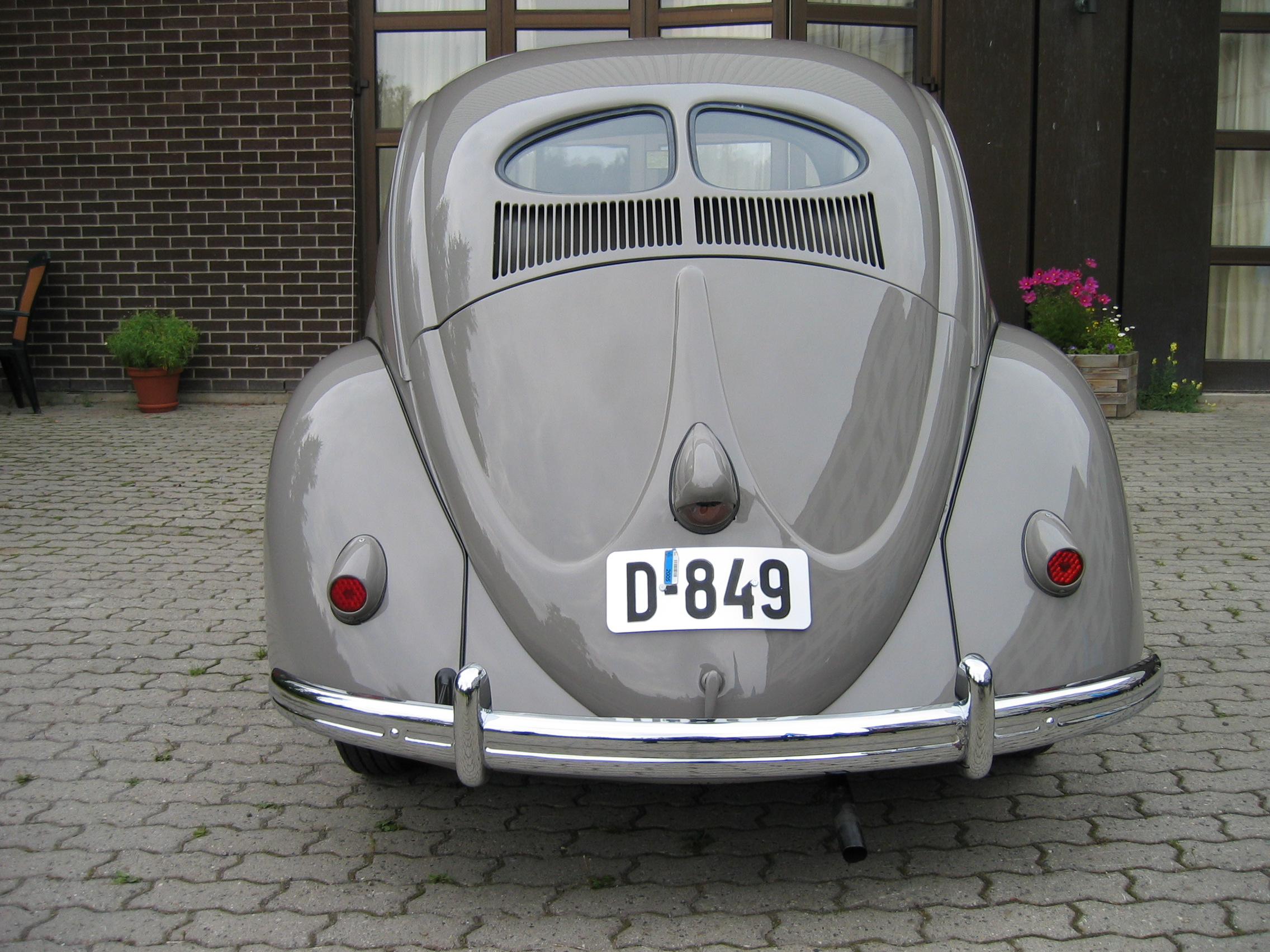
スプリットウインドウ時代のタイプ1（1949年）

第二次世界大戦の欧州戦がドイツの降伏によって終結すると、ドイツ全土は連合軍の占領下におかれた。KdF車工場はソ連に接収され、やがて撤去されようとしていたが、重要性に気づいたイギリス軍が最終的に管理下においた。工場所在地の「KdF車市」という地名も、近くにある城の名前に因んでヴォルフスブルクと改名された。
フォルクスワーゲンの工場管理者として、イギリス陸軍のアイヴァン・ハースト少佐（Ivan Hirst、1916年-2000年）が就任した。ハーストはKdF車の将来性と、ドイツ人労働者の高い資質を見抜き、リーダーシップを取って、戦禍によって廃墟同然となった工場を復興させた。その結果、1945年中にはフォルクスワーゲン社が改組され、KdF車も「フォルクスワーゲン・タイプ1」に車名を変更して生産を再開した。ハーストは品質管理や販売網・サービス網整備にまで意を払い、フォルクスワーゲンの礎を築いた。1947年からはオランダを皮切りに輸出も開始している。
1948年1月、戦前にドイツ最大の自動車メーカー・オペルの幹部であったハインリヒ・ノルトホフが、ハーストの後を受けて経営に携わるフォルクスワーゲン社長に任命された。就任にあたり、ノルトホフは工場の労働者に、「未来は過去と決別するときに始まる」と自身の信念を語っている。以降、ノルトホフに率いられたフォルクスワーゲン社は「タイプ1」を中心に、戦後の社業を拡大して行くことになった。
フォルクスワーゲン車は、戦後のアメリカ、イギリスの主要自動車メーカーからも調査の対象となったが、その進歩性・合理性を、保守的なデトロイトや英国の技術者たちは理解できなかった。英国メーカー各社の調査団は検討の結果「評価に値しない車」としてこれを看過した。フォードのトップであったヘンリー・フォード2世は、1948年末の連合国側関係者による検討会議で「フォルクスワーゲンは無価値と判断する」旨発言してこれを放擲する意見を表明し、連合国関係者はフォード2世の意見に同意した。このため、他国に設計・設備を収奪されるような事態に至らず、フォルクスワーゲンはドイツの民族系企業として存続が可能となった。

### 躍進

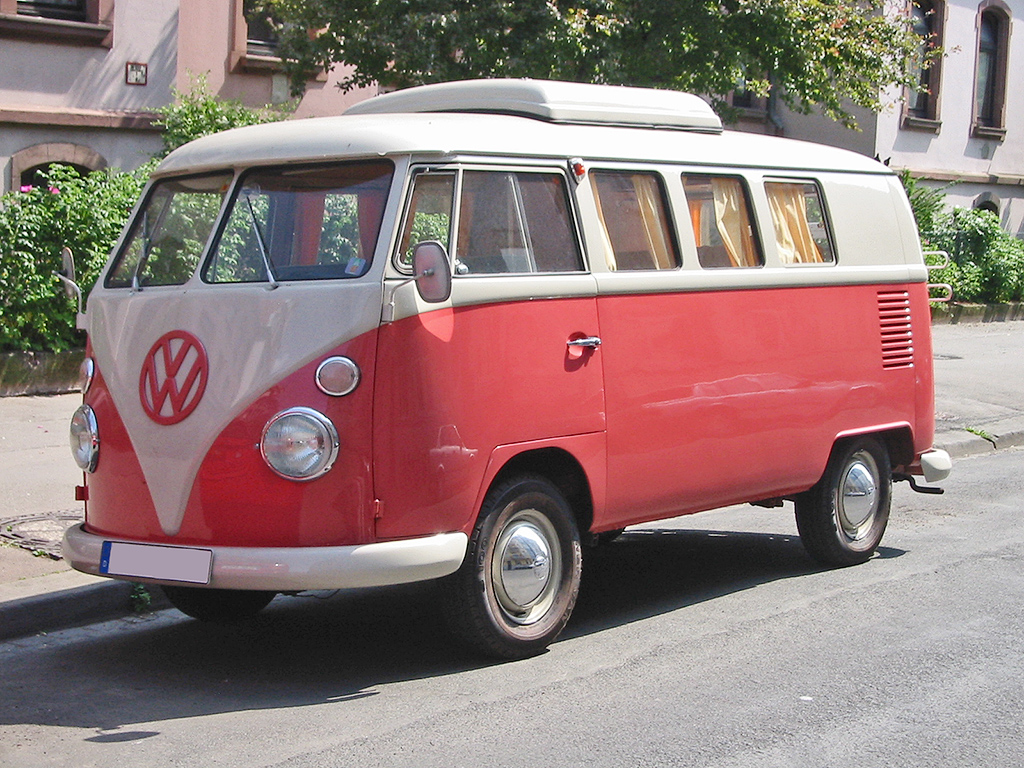
フォルクスワーゲン・タイプ2 T1（ワーゲンバス）

主力モデルのタイプ1は、その耐久性と経済性、そして優れたアフターサービス体制で世界の市場から支持を得、「ビートル」の愛称で広く親しまれた。タイプ1はアメリカをはじめ全世界に大量輸出され、貴重な外貨を獲得して西ドイツの戦後復興に貢献した。2003年のメキシコ工場における生産終了時点までに生産された台数は2,152万台以上に上り、モデルチェンジなしでの四輪自動車1車種としては未曾有の量産記録となっている。
タイプ1の設計をベースとして1950年に発表したキャブオーバー・ワンボックス車の「タイプ2」も、貨客搭載力と乗り心地を両立させた優秀な汎用車として人気を博した。
また、1953年には南アメリカ最大の経済規模を持ち、またドイツ系移民も多いブラジルに進出し、現地法人である「フォルクスワーゲン・ド・ブラジル」を設立した。その後タイプ1やタイプ2の現地生産や、独自モデルの開発、生産も行うとともに、南アメリカ各国やヨーロッパ、アフリカなど世界各国への輸出も行い、現在では世界最大の現地法人になった。
1960年までは西ドイツ政府の国営であったが、民営化にあたり「フォルクスワーゲン法」という特別な法律が制定された。この法律により、投資家はどんなに株を買っても議決権の20%までしか保有できないようになっていたほか、筆頭株主がニーダーザクセン州であったなど、通常の一般企業とは異なる面をもっていた。
1965年には、当時はダイムラー・ベンツ傘下にあり、今日のアウディAGの前身である大手自動車メーカーのアウトウニオンを生産体制と技術力強化のために買収した。

### 前輪駆動への移行

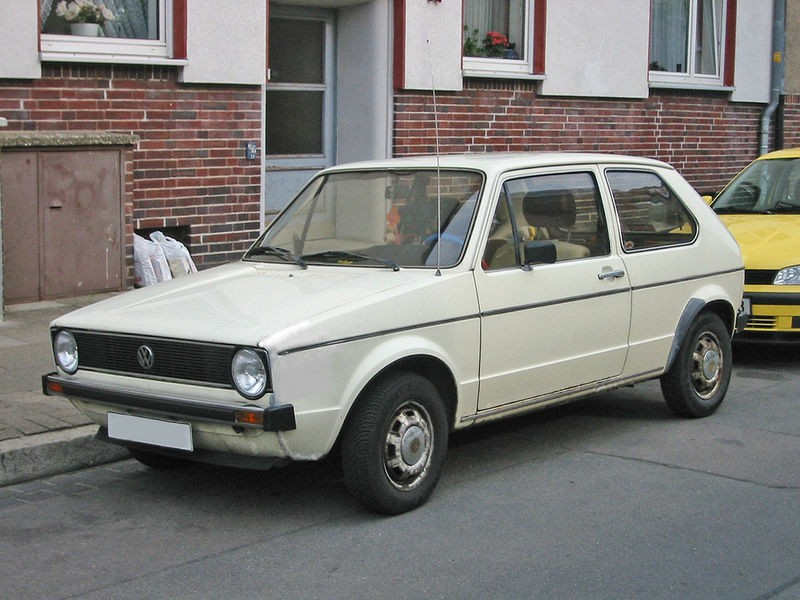
ゴルフ 1

1960年代には、タイプ1のもつ空冷リアエンジン方式というレイアウトは既に陳腐化しており、フォルクスワーゲンは、傘下としたアウトウニオンの前輪駆動技術をも応用して、1970年以降の新型車について前輪駆動化への動きを進めた。
1974年に至り、スペース効率に優れた前輪駆動のハッチバック車「ゴルフ」を開発し、その機能性が市場に受け容れられてベストセラーとなり、タイプ1シリーズはドイツ本国での生産を1978年に終了した。以来、ゴルフの延長線上に各種の機能的な小型車を多数送り出し、フォルクスワーゲンはヨーロッパを代表する大衆車メーカーとしての地位を確立した。

### 規模拡大
1980年代以降は、それ以前の南米などへの工場展開のみならず、既存メーカーの買収をも進めるようになっている。1984年には、上海汽車との提携で中国市場へ参入。また1991年にはチェコの老舗メーカーであるシュコダ、1996年にはかつてフィアット系だったスペインのセアトを傘下に入れ、東欧・南欧での拠点をも確保した。さらにその後ベントレーやブガッティ、ランボルギーニなどの高級車ブランドも傘下に入れている。
2007年、欧州委員会はフォルクスワーゲン法が欧州連合の法令に違反していると指摘し、ドイツは法令廃止を余儀なくされた。安定株主を確保する必要に迫られたフォルクスワーゲン社は、歴史的に繋がりが深く業務提携関係にあるポルシェに株式提携を要請。紆余曲折の末、フォルクスワーゲンとポルシェが経営統合することとなる。
しかし、2008年の世界金融危機の影響でポルシェの財務状況が悪化し、最終的に2012年にフォルクスワーゲンがポルシェを完全子会社化する形で決着した。

### 世界最大級の自動車メーカーへ
2000年代中盤から2010年代前半にかけて、フォルクスワーゲングループは急速な成長を遂げ、世界最大級の自動車メーカーへと躍進した。
グローバル戦略の面では、フォルクスワーゲンは新興国市場での成長に注力した。2007年にはインドでシュコダの生産を開始し、2009年には中国での年間販売台数が100万台を突破するなど、着実に市場シェアを拡大した。同時に、up!をはじめとする小型車戦略を強化し、新興国向けの低価格モデルも開発した。
環境技術への取り組みとしてアイドリングストップ機能とブレーキエネルギー回生システムを搭載した「ブルーモーション・テクノロジー」の導入や、2011年のトゥアレグ ハイブリッドの発売など、燃費向上と排出ガス削減に向けた施策を展開した。
この時期、フォルクスワーゲンはトヨタとの首位争いを繰り広げた。2014年の年度ベース（2014年4月～2015年3月）では、年間販売台数で初の世界首位（1,018万台）を達成した。企業合併による成長も特筆すべきで、前述のポルシェの統合に加え、2011年には商用車メーカーMAN SEの株式過半数を取得、2012年にはドゥカティを買収するなど、ブランドポートフォリオを拡大した。

### ディーゼルゲートとEVへの移行
2010年代中盤以降、フォルクスワーゲンは環境問題への対応と、急速に変化する自動車産業の潮流への対応に直面している。最大の転換点は、2015年9月に発覚したディーゼルゲート問題である。同社のディーゼル車に搭載された排出ガス制御ソフトウェアが、実際の走行時と試験時で異なる動作をすることで排出ガス規制をクリアしていたことが明らかになった。この不正問題は、世界中で約1,100万台の車両に影響を及ぼし、フォルクスワーゲンに対する信頼を大きく損なわせた。
ディーゼルゲート問題の影響は甚大で、フォルクスワーゲンは270億ユーロを超える巨額の罰金や補償金の支払い、車両の回収・修理、さらには複数の国での刑事訴追に直面した。ブランドイメージへの影響も大きく、日本でも2014年までフォルクスワーゲンは輸入車で最も販売台数の多いブランドだったが、2015年以降は販売台数トップの座をメルセデス・ベンツに譲ることになった。ただ、世界での販売台数への影響は限定的で、2016年から2019年までトヨタを抑え世界販売台数首位の座を守った。
ディーゼルゲート問題はフォルクスワーゲンのみならず「クリーンディーゼル」を推進する欧州の自動車業界全体に影響を与えた。ディーゼル車全般に対する消費者の信頼が低下したことで欧州市場におけるディーゼル車の販売台数は急激に減少した。フォルクスワーゲンを含む欧州の自動車メーカーは戦略の大幅な見直しを迫られ、長年にわたって開発・推進されてきたクリーンディーゼル技術への投資を縮小し、代わりに電気自動車（EV）の開発に注力するようになった。

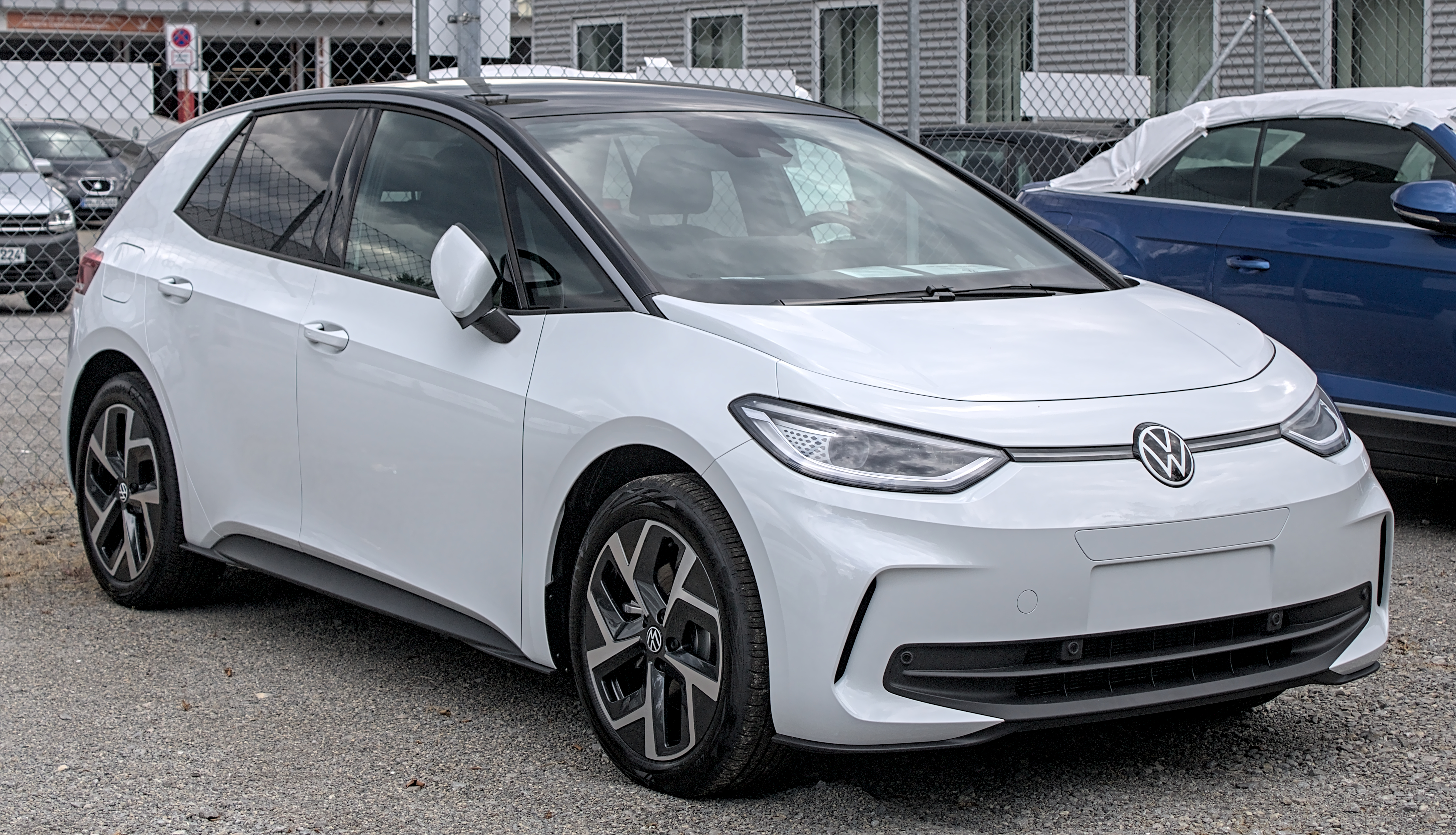
ID.3

フォルクスワーゲンは経営陣の大幅な刷新を行うとともに、2016年に発表された新たな経営戦略でコアビジネスの変革を発表し、2025年までに30モデル以上の電動車を市場に投入し、年間200〜300万台のEVを販売する目標を掲げた。この戦略の中核となるのは、新たに開発されたEV専用プラットフォーム「MEB（Modular Electric Drive Matrix）」である。同社はこれを「フォルクスワーゲン史上最も重要なプロジェクトの1つ」であるとしている。
MEBプラットフォームを基に、フォルクスワーゲンは2019年から「ID.」シリーズのEVの販売を開始した。ID.3やID.4など、複数のモデルを市場に投入し、急速に拡大するEV市場でのシェア獲得を目指している。同時に、アウディやポルシェなどグループ内の他ブランドでも高級EVの開発・販売を進めている。
一方で、従来型の内燃機関車の開発も継続しており、ハイブリッド技術の向上や効率的なガソリンエンジンの開発にも取り組んでいる。しかし、2021年には欧州連合（EU）がガソリン車とディーゼル車の販売を2035年までに実質的に禁止する方針を発表したことから、EVへのシフトを鮮明にしている。ただし、2023年にはEUが方針を一部修正し、カーボンニュートラルな合成燃料（e-fuel）を使用するエンジン車については2035年以降も販売を認めると方針転換するなど、政策の不安定さに翻弄されている面もある。また、同年12月にはドイツ政府がEVへの補助金を廃止、販売面では安価な中国製EVの脅威に直面することとなった。2024年にはEVの販売不振から生産体制の見直しを行い、筆頭株主であった車載用二次電池メーカーのノースボルト社からの撤退分だけでも最大14億ユーロ規模の損害を出すこととなった、

## 年表
- 1937年5月28日 - アドルフ・ヒトラーの意を受け、フェルディナント・ポルシェの開発した車を生産する目的でドイツ国民車準備会社（Gesellschaft zur Vorbereitung des Deutschen Volkswagens GmbH ）として設立された。
- 1938年9月16日 - 国民車製造会社（Volkswagenwerk GmbH ）と名称変更。収容所捕虜を労働力としてドイツ軍戦闘車両や戦車を生産した。
- 1945年 - ドイツ降伏に伴い、アイヴァン・ハーストをリーダーとするイギリス軍の管理下で新生フォルクスワーゲン工場として、はじめてフォルクスワーゲンを生産する。イギリス占領軍政府から2万台の生産を受注、この年にはキューベルワーゲンも生産された。KdF車は「フォルクスワーゲン・タイプ1」に車名を変更する。
- 1948年1月 - イギリス軍からハインリヒ・ノルトホフがフォルクスワーゲン社長に任命される。
- 1949年 - アメリカ合衆国にタイプ1を初輸出。その後の最重要な輸出先となる。カルマンのコーチワークによるタイプ1をベースとしたカブリオレ発売。以後カブリオレは、フォルクスワーゲンの主要モデルに定番的に設定される。
- 1950年 - 初の商用車、タイプ2（初代トランスポーター）発表。汎用性の高さから大成功を収める。タイプ1が10万台目のラインオフ。
- 1952年 - ノルトホフが米国経由で日本を訪れ、4台のタイプ1をプロモーションとして持ち込んでいる。記録に残る日本最古のフォルクスワーゲン車[16][注 1]。
- 1953年 - ブラジルに現地法人「フォルクスワーゲン・ド・ブラジル」を設立。ヤナセが108台のフォルクスワーゲンを輸入、翌年輸入販売権を獲得。日本への本格的なフォルクスワーゲン輸入がはじまる。
- 1955年 - カルマンギアを発表。タイプ1をベースとしてイタリア・ギアのデザインしたボディをカルマンで架装したスポーティクーペ。アメリカ市場で人気を博する。
- 1957年 - タイプ1、200万台目のラインオフ。
- 1961年 - タイプ3発表。3ボックスタイプの機能的なボディを備え、タイプ1より上位のモデルと位置付けられたが、大きな成功を収めるには至らなかった。
- 1960年 - 有限会社から株式会社に組織変更。
- 1966年 - タイプ3にファストバックを追加。
- 1968年 - タイプ2モデルチェンジ、2代目となる。通称レイトバス。VWの乗用車分野で最後の空冷系列となるタイプ4（411）が発表されたが、これも商業的には失敗作であった。
- 1969年 - 初の水冷・前輪駆動モデル、NSUより開発されたK70を新工場、ザルツギッター工場で生産開始。ロータリーエンジン車Ro80のレシプロエンジン化車で、大きな実績を収めるには至らなかった。
- 1970年 - VW181発表。
- 1972年 - 1500万7034台目のタイプ1がラインオフ、T型フォードの記録を更新。
- 1973年 - 初代パサート発表。タイプ4がモデルチェンジ、412に。
- 1974年 - 初代ゴルフ発表。カルマン生産により初代シロッコが発表。カルマンギア生産中止（累計44万5295台）。
- 1976年 - 生産開始から31か月目で100万台目のゴルフがラインオフ。
- 1977年 - ダービー（ポロの2ドアセダン）発表。
- 1978年 - 欧州でのタイプ1生産中止。白と黒のみの最終生産型はヤナセでは「グローリー・ビートル」と名付け、船上で完売。そのまま納車されたので店頭に並ぶことはなかった。
- 1979年 - ジェッタ（初代）発表。3代目カラベル（乗用）/トランスポーター（商用）（北米名ヴァナゴン）。

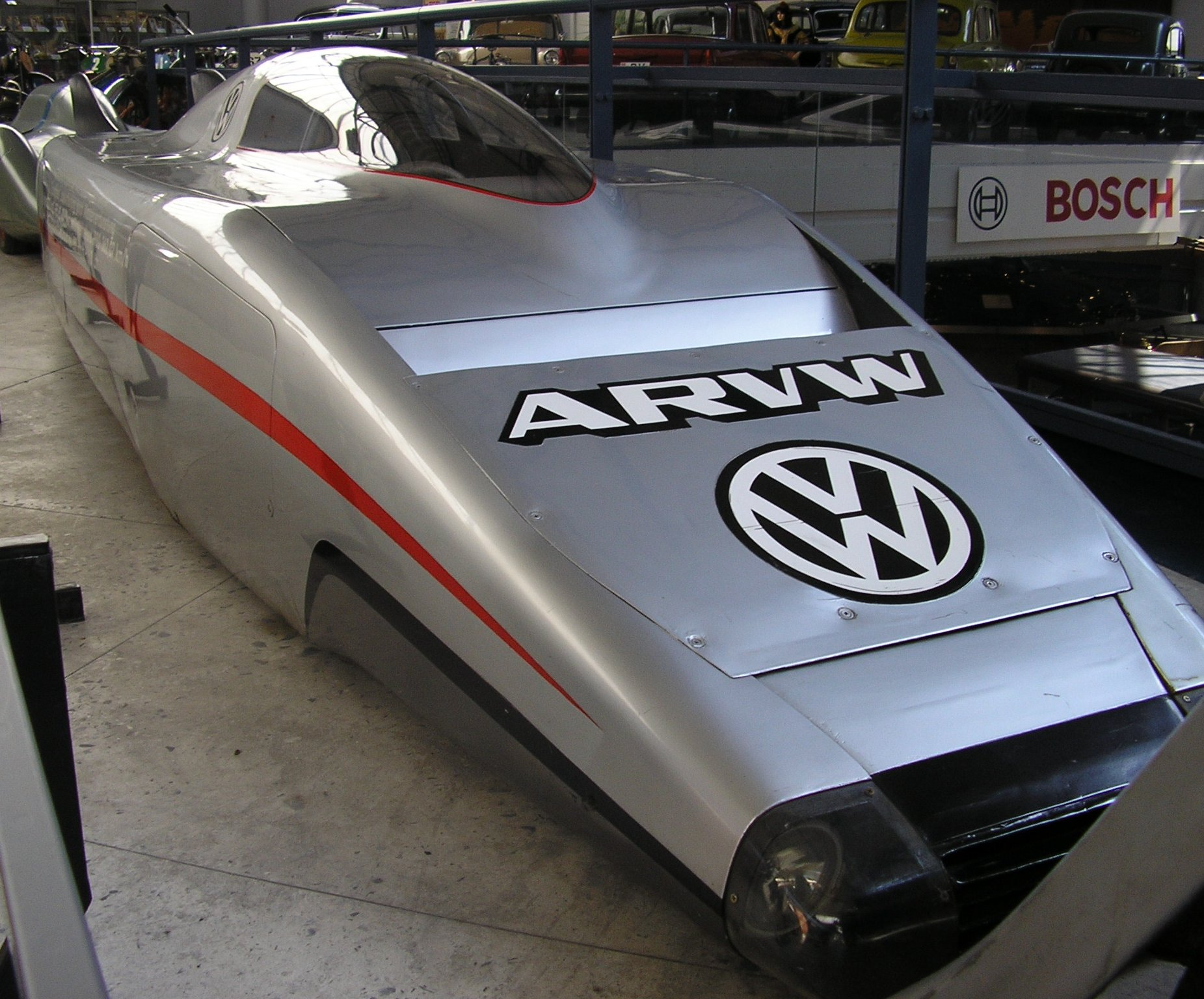
ARVW (1980年)

- 1980年 - 高速燃費試験車ARVWが362 km/hを記録し、ディーゼルエンジン車の世界最高速度記録を樹立。エンジンスペックはターボつき水冷直列6気筒2,386 cc、175馬力（130.5 kW）。
- 1981年 - 2代目パサート、2代目シロッコ発表。
- 1982年 - 2代目ポロ、発表。
- 1983年 - 2代目ゴルフ、発表。
  - 7月 - フォルクスワーゲンWerk AGの出先機関としてフォルクスワーゲン株式会社設立。
- 1984年 - 2代目ジェッタ、発表。日産自動車と提携、サンタナ（2代目パサート）のノックダウン生産開始。
- 1985年7月4日 - 現社名であるフォルクスワーゲンAGに社名変更。
- 1988年 - コラード発表。
- 1989年 - 3代目パサート、発表。欧州版トヨタハイラックスOEMでVW TARO発表。8月フォルクスワーゲン アウディ 日本株式会社（略称：VAN）設立。
- 1990年 - 欧州でVWバスの4代目カラベル/トランスポーター発表
- 1991年 - 3代目ゴルフとヴェント、発表。日本や欧州ではジェッタ一旦廃止
- 1992年 - トヨタがVW・Audi車販売店鋪DUOをオープン
- 1993年 - 北米仕様カラベルとしてユーロバン発表
- 1994年 - 日本仕様カラベルとしてヴァナゴン発表
- 1995年 - 3代目ポロ発表。
- 1996年 - 4代目パサート発表。
- 1997年 - 4代目ゴルフとボーラ発表。ヴェント廃止。
- 1998年 - ニュービートル北米発表。翌年にヨーロッパでも発売される。ドレスデン・グローサーガルテン新工場が稼動開始。
  - 9月 - 第二次大戦中の強制労働に対する補償を開始。
- 2001年 - ドレスデン新工場とロジスティックセンターを結ぶ路面電車による貨物列車カーゴトラム（CarGoTram）が、ドレスデン交通企業体との連携協力の下で運用開始。
- 2002年 - 4代目ポロ、発表。
- 2003年 - ドレスデン新工場からフェートン、発表。ポルシェとの共同開発SUVトゥアレグ、発表。9月、メキシコ・プエブラ工場での旧ビートル（現地名セダン）生産が終了、累計生産台数は2150万台を超える。
- 2004年 - 5代目ゴルフとニュービートルカブリオレ発表。アラブ首長国連邦アブダビ首長国が同社株式の13%を取得。ゴルフ・ゴルフ トゥーランがCOTYインポート=カー=オブ=ザ=イヤー受賞。
- 2005年 - ジェッタ・ゴルフプラス・5代目パサート、発表。ポルシェが同社株式の20%取得。フェートン、北米地域での販売中止を決定。イオスをフランクフルトIAAショーで発表。エコレーサーを東京モーターショーで発表。日本での単独ブランド累計輸入100万台突破。記念式典が豊橋インポートセンターで開催。
- 2009年 - スズキとの包括的業務資本提携を発表。
- 2011年 - スズキとの業務資本提携を解消。
- 2012年 - ポルシェを完全子会社化。エンジニアリングアーキテクチャ「MQB」を発表。
- 2015年9月 - 排出ガス規制不正問題が発覚しCEOマルティン・ヴィンターコルンが辞任。
- 2018年4月12日 - マティアス・ミュラーCEOが解任され、後任としてヘルベルト・ディースが就任した[17]。
- 2022年10月12日- 地平線機器人と合弁事業を設立することを公表[18]。
- 2022年10月26日- アメリカのアルゴAIとの提携を終了[19]。
- 2022年10月27日- インテル傘下のモービルアイと提携を開始[19]。 またメキシコプエブラ州に塗装工場を新設すると発表[20]。

## 車種

### 日本正規輸入・発売モデル
ドイツに本社を置くフォルクスワーゲンAGの100%出資による日本法人である 「フォルクスワーゲングループジャパン株式会社」（略称VGJ）が総輸入元である。
日本国内での販売は、フォルクスワーゲングループジャパンと契約を交わした 「フォルクスワーゲン正規ディーラー」が担う。
以下、2024年9月現在のラインアップ。

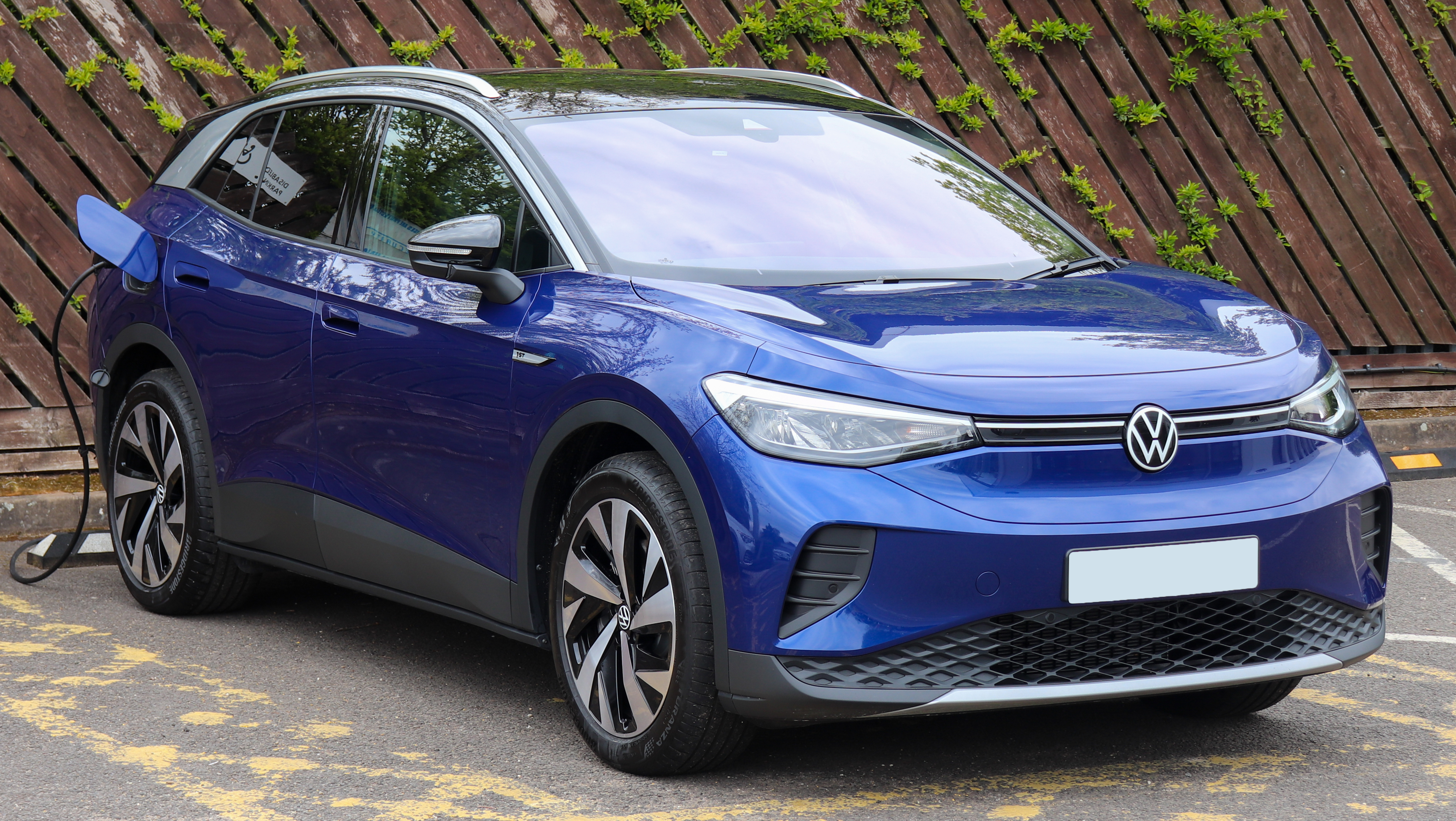
ID.4（初代）
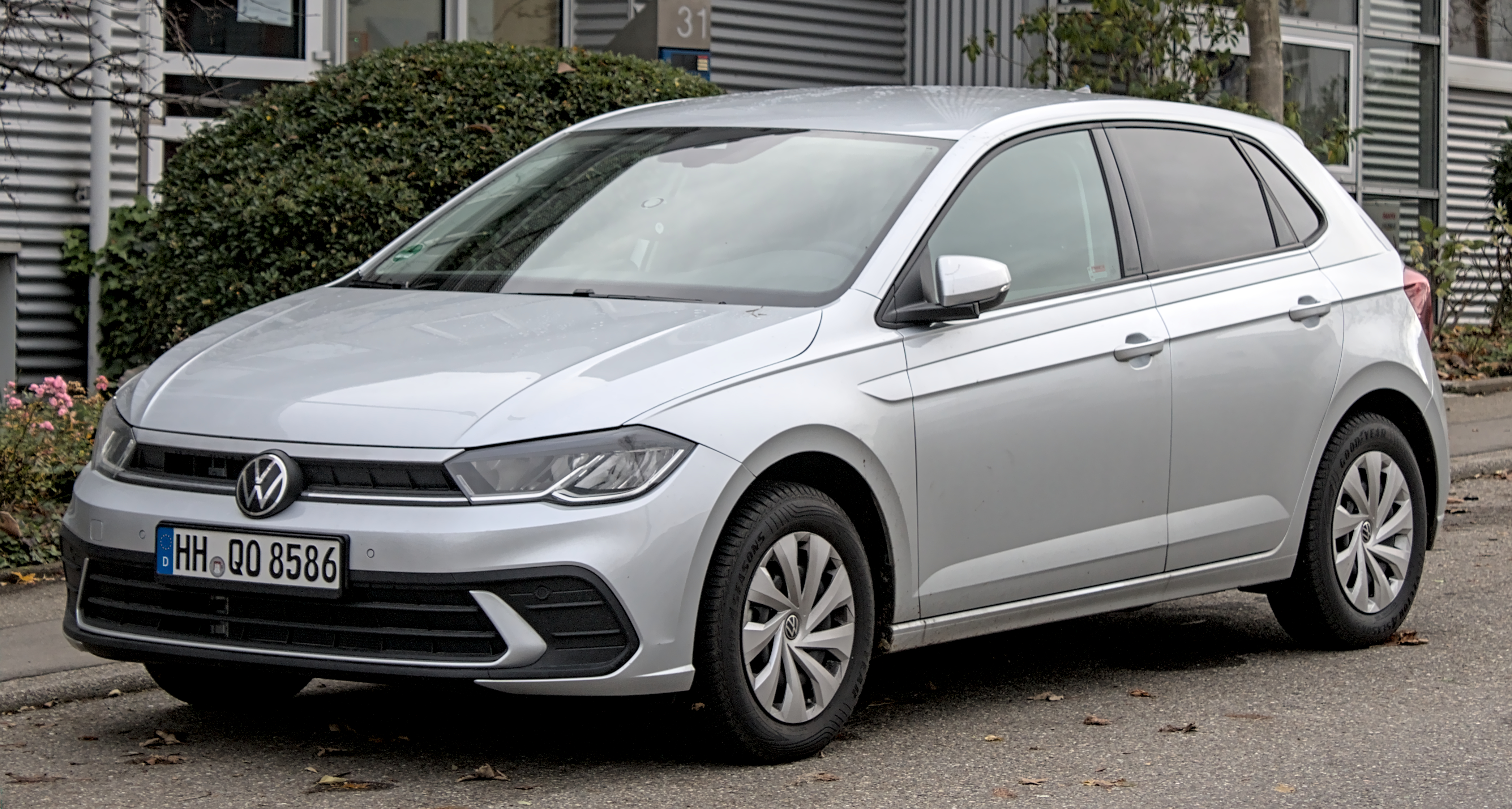
ポロ（6代目）
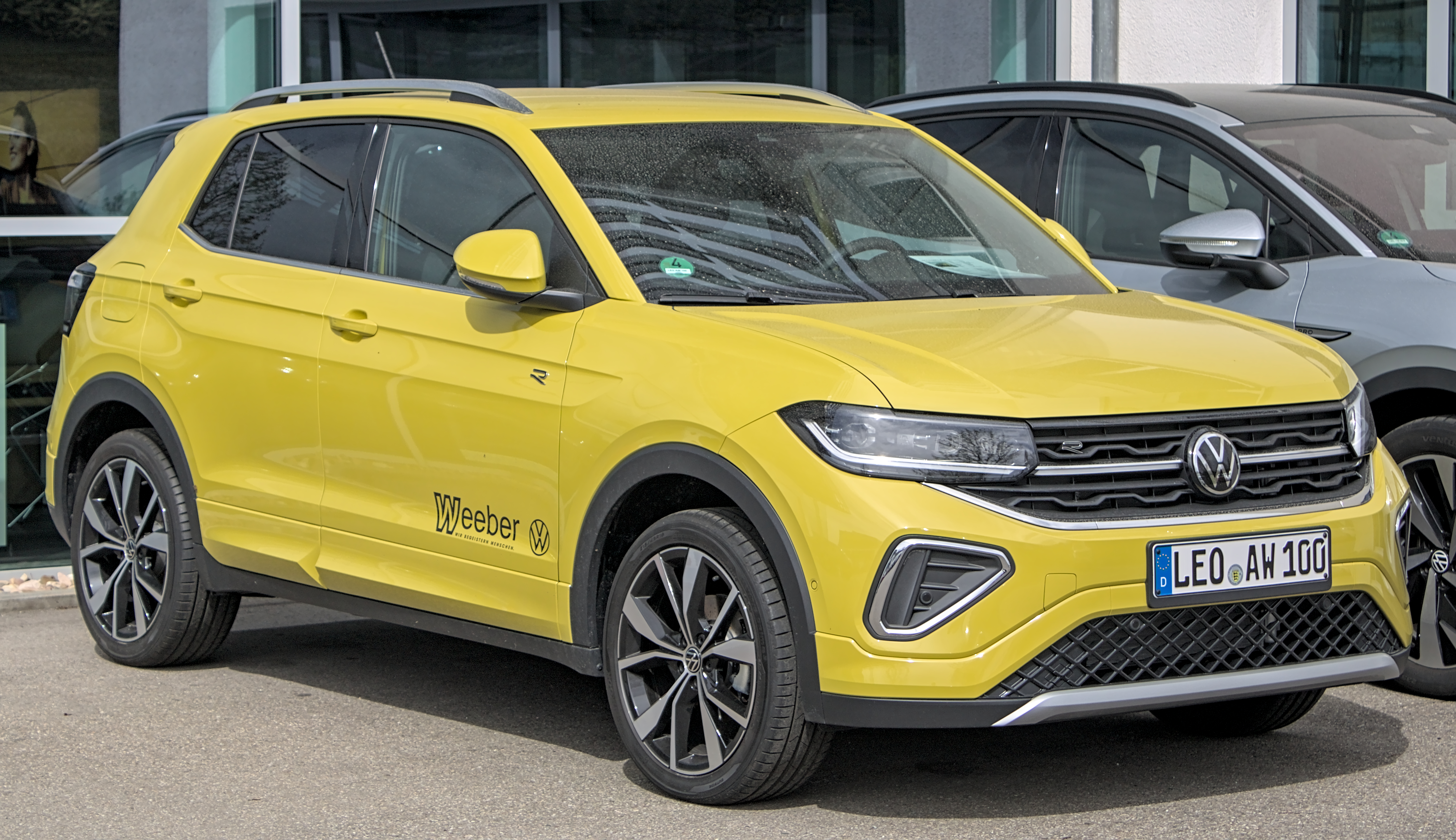
T-Cross（初代）
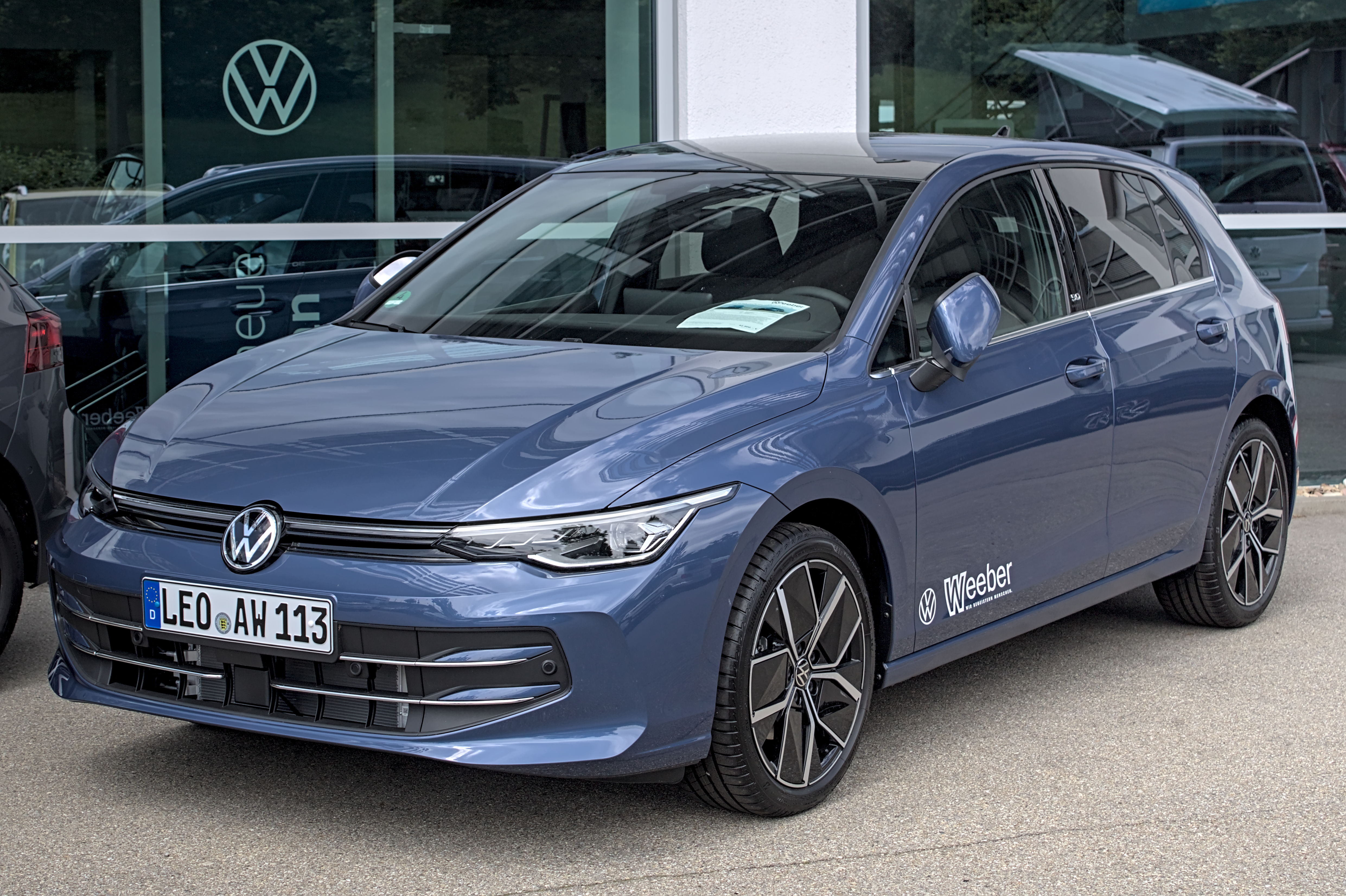
ゴルフ（8代目）
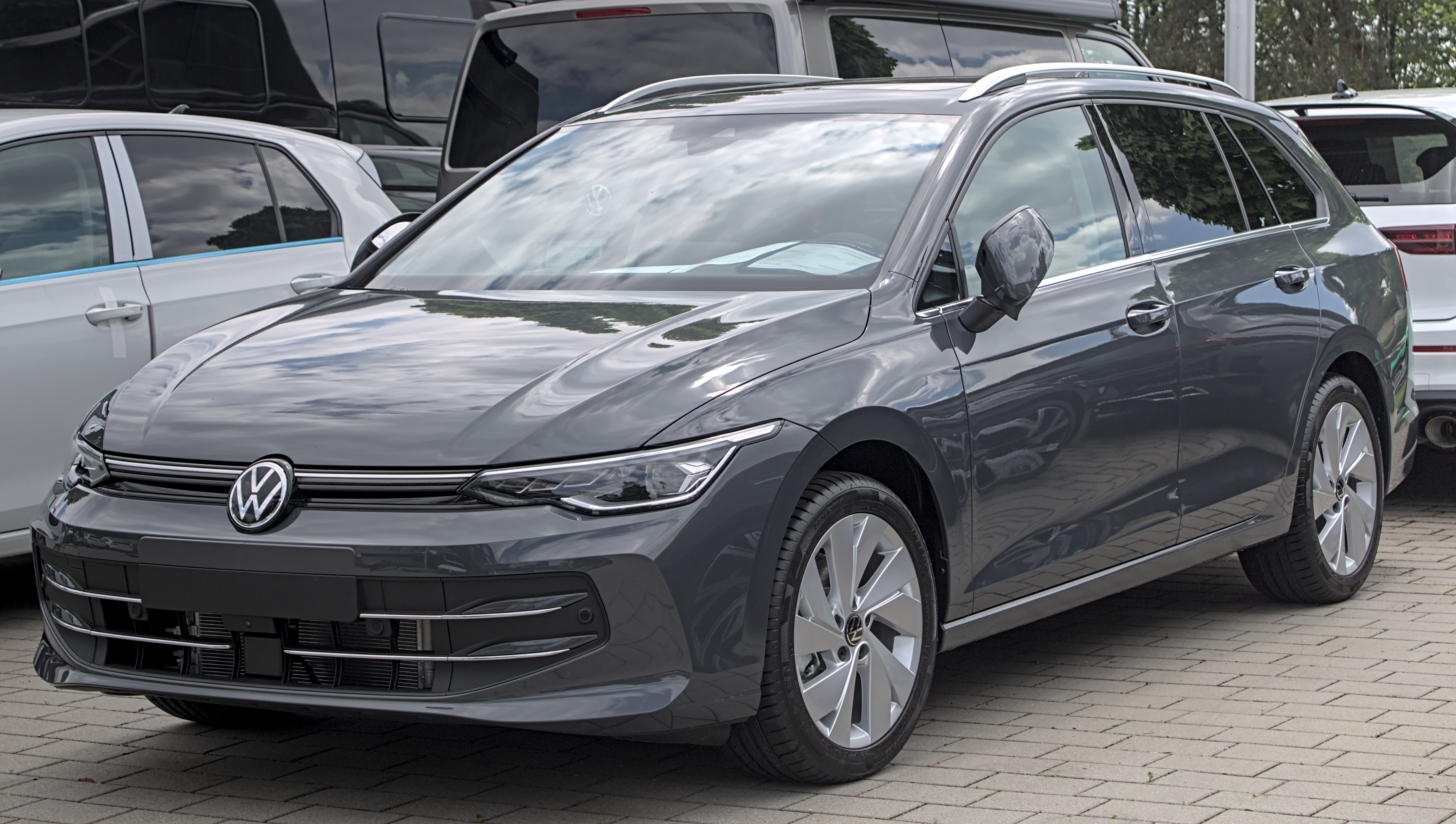
ゴルフ ヴァリアント
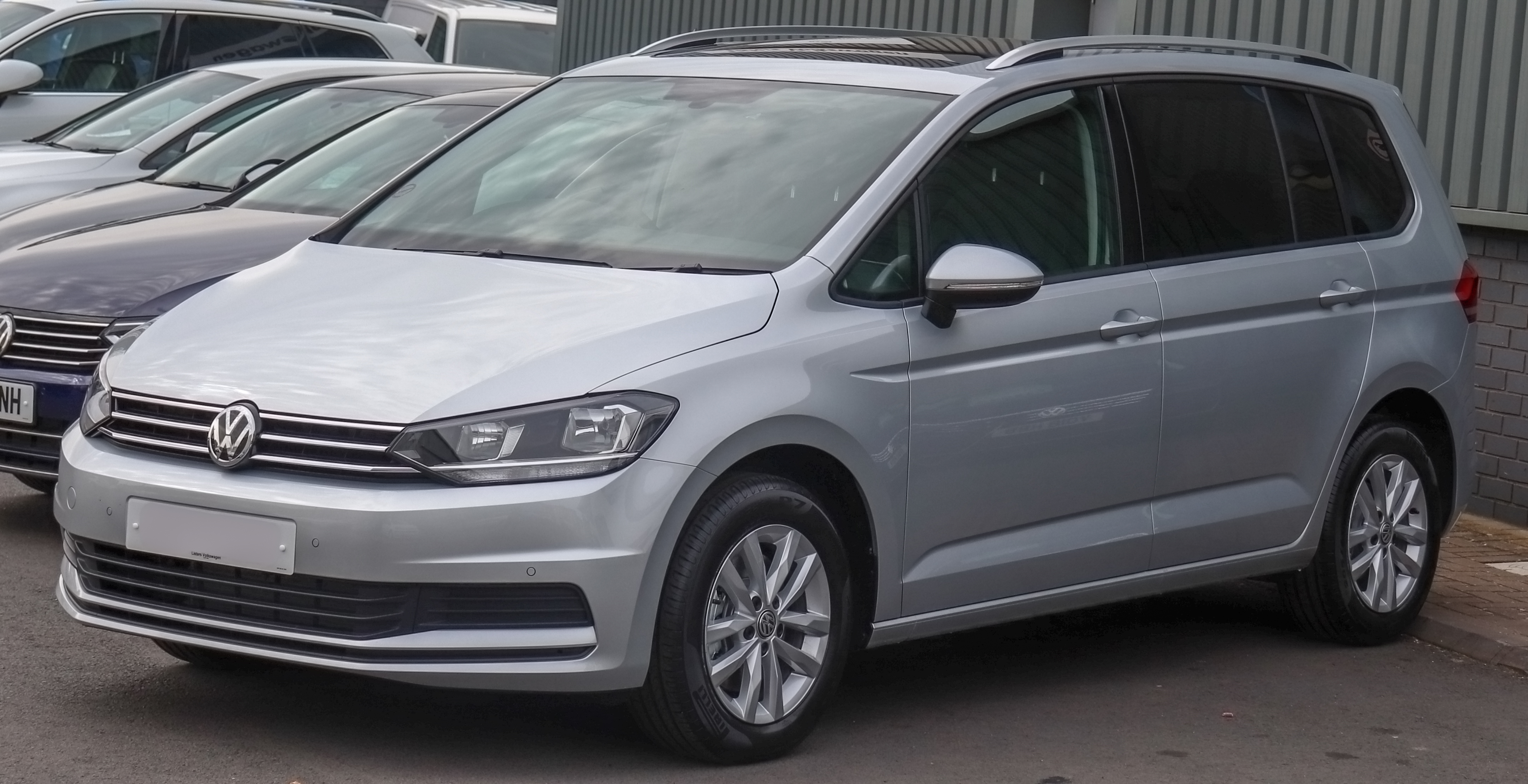
トゥーラン（2代目）
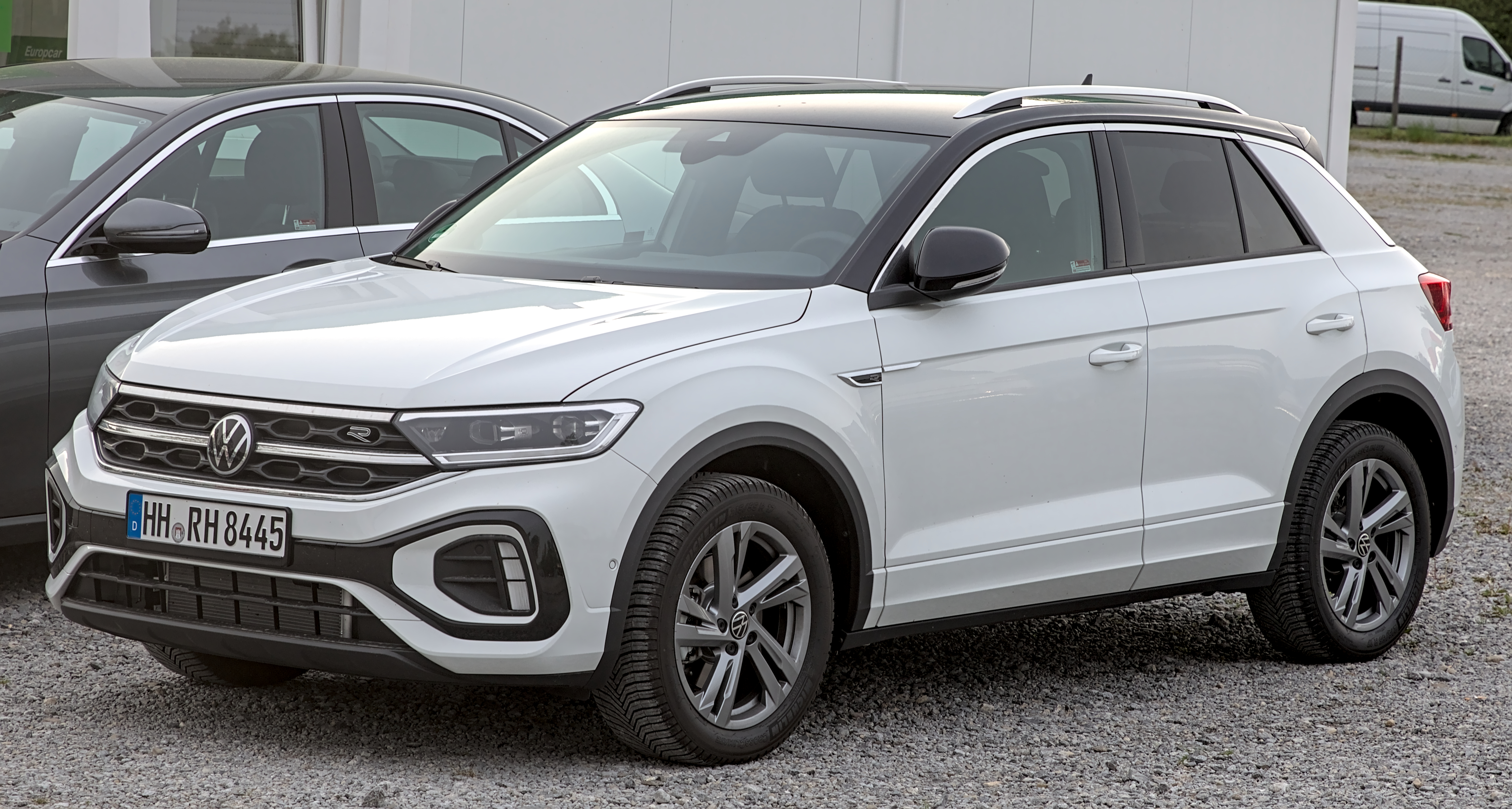
T-Roc（初代）
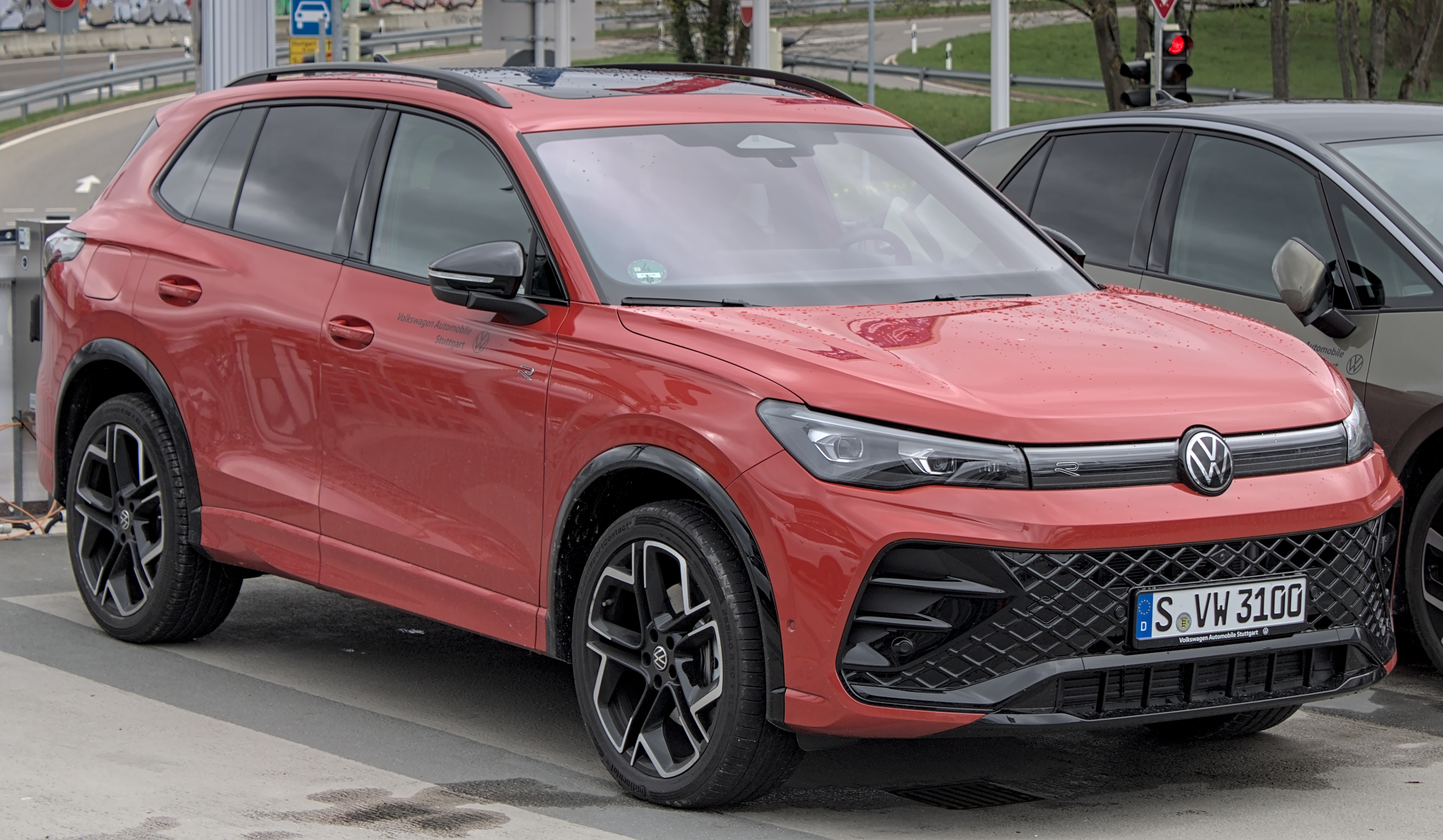
ティグアン（3代目）
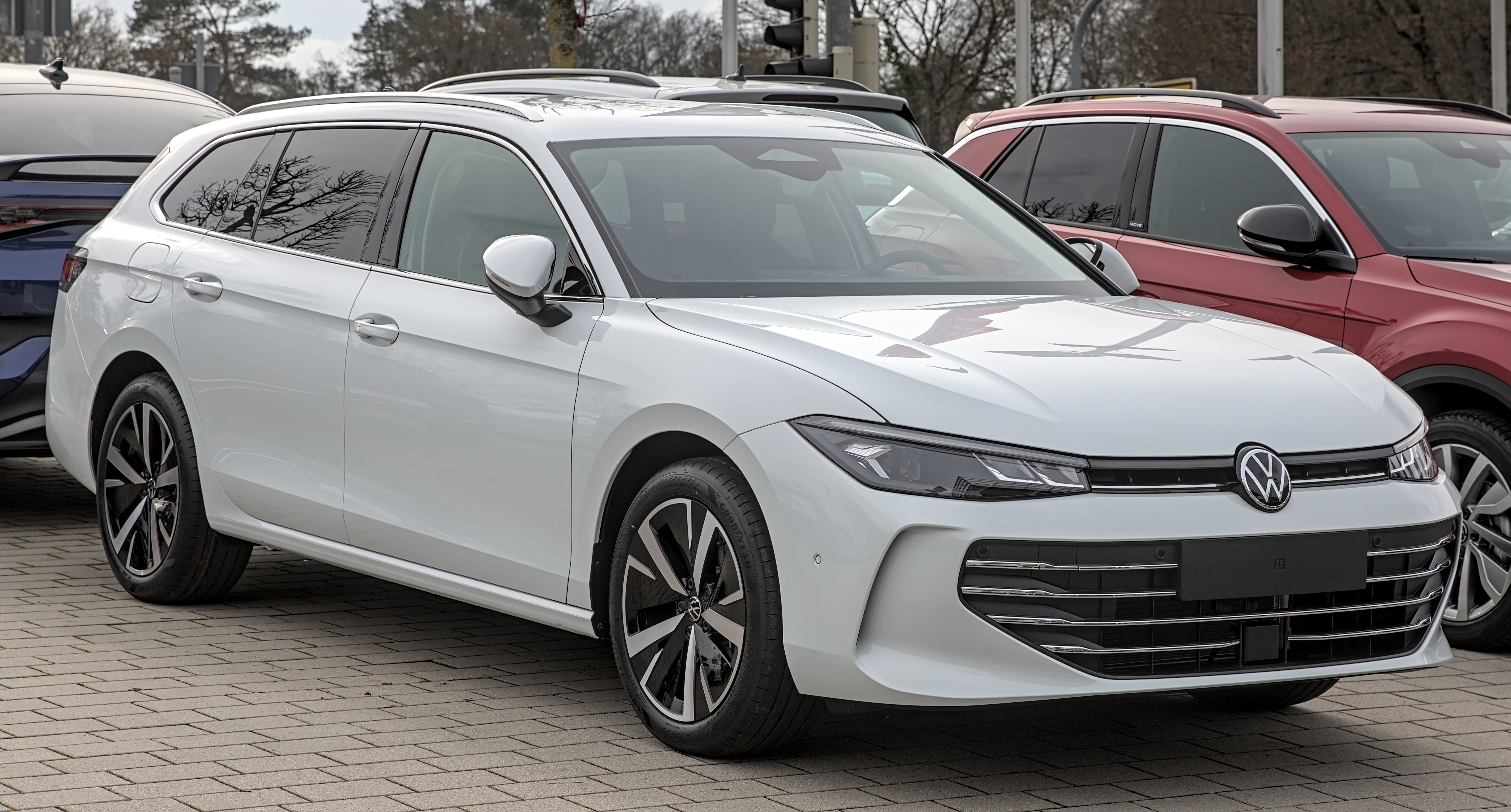
パサート（7代目）
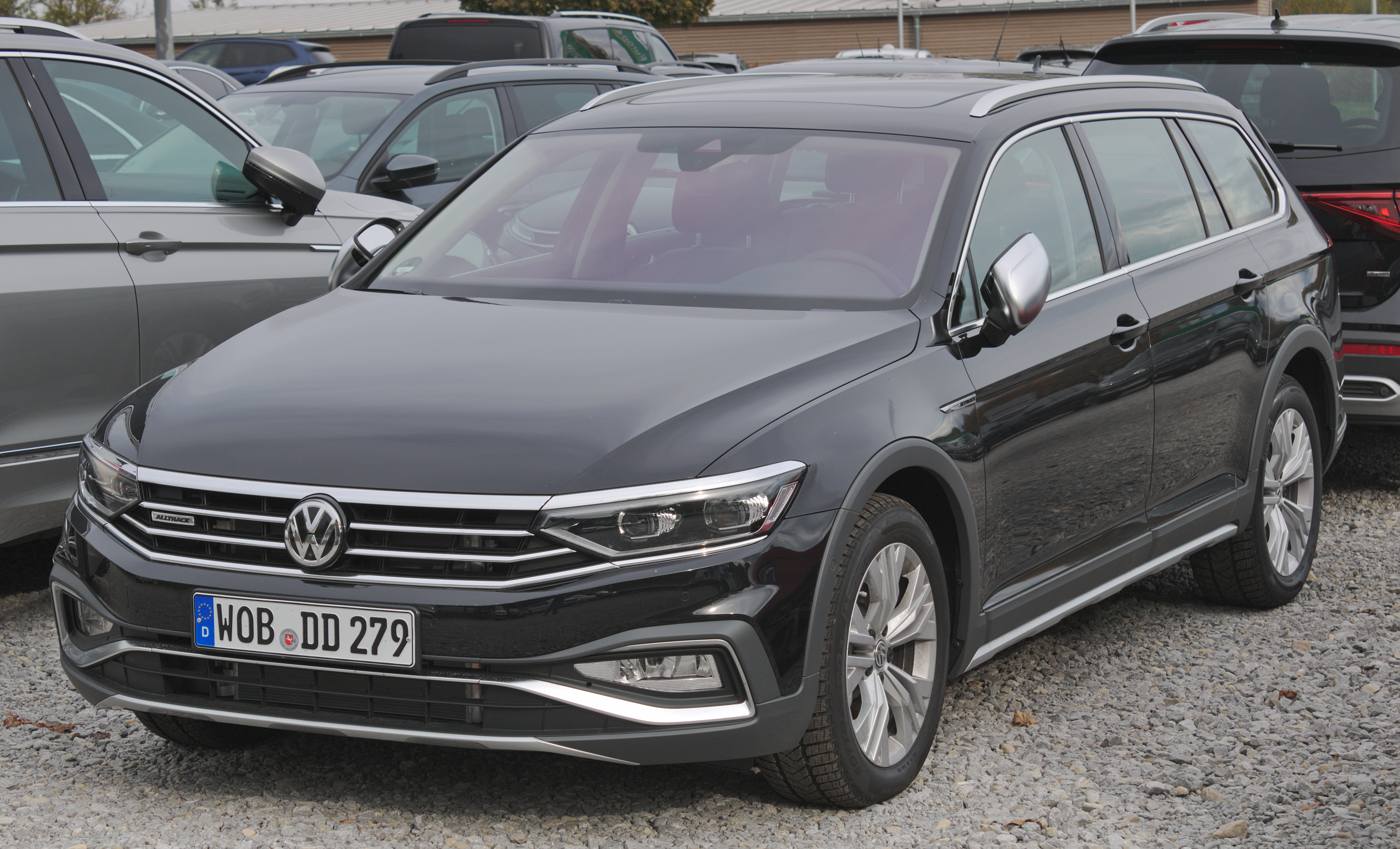
パサート オールトラック

### 上記以外の主なモデル
かつて生産・販売された車種や日本未導入モデルのうち、主な車種を列挙する。
- フォルクスワーゲン・タイプ1
- フォルクスワーゲン・タイプ2
- フォルクスワーゲン・タイプ3
- フォルクスワーゲン・タイプ4
- フォルクスワーゲン・ニュービートル
- フォルクスワーゲン・ザ・ビートル
- フォルクスワーゲン・ジェッタ
- フォルクスワーゲン・ヴェント
- フォルクスワーゲン・ボーラ
- フォルクスワーゲン・ラヴィーダ
- フォルクスワーゲン・ラマンド
- フォルクスワーゲン・イオス
- フォルクスワーゲン・アメオ
- フォルクスワーゲン・ルポ
- フォルクスワーゲン・ゴル
- フォルクスワーゲン・フォックス
- フォルクスワーゲン・up!
- フォルクスワーゲン・アマロック
- フォルクスワーゲン・サンタナ
- フォルクスワーゲン・シロッコ
- フォルクスワーゲン・コラード
- フォルクスワーゲン・フェートン
- フォルクスワーゲン・フィデオン
- フォルクスワーゲン・アルテオン
- フォルクスワーゲン・パサートCC
- フォルクスワーゲン・トゥアレグ
- フォルクスワーゲン・ニーヴァス
- フォルクスワーゲン・アトラス/アトラス クロススポーツ
- フォルクスワーゲン・シャラン
- フォルクスワーゲン・ルータン
- フォルクスワーゲン・クラフター
- フォルクスワーゲン・キャディ
- フォルクスワーゲン・ID.3
- フォルクスワーゲン・ID.Buzz

## 開発・生産

### 研究・開発
グループの研究・開発の中心はヴォルフスブルクにあり、すべてのブランドに対して行なっている。国際的に技術・市場調査も行っており、米国カリフォルニア州の研究所（Electronic Research LabおよびFuel Cell Development Lab）、日本の東京事務所、中国の北京事務所（Vokswagen Group Research in China）を持っている。

### 生産
ドイツで販売のおもなモデルは、ヨーロッパのみならず中南米(メキシコ・ブラジル）・アフリカのフォルクスワーゲン工場から調達していることが分かる。

乗用車：
- ヴォルフスブルク（Wolfsburg Volkswagen Plant） - ゴルフ、ゴルフ・スポーツ・バン、ティグアン、トゥーラン
- カッセル（Kassel） - Getriebe, Pressteile, Abgaßanlagen, Gießerei
- ドレスデン（Transparent Factory） - ゴルフヴァリアント
- エムデン（Volkswagenwerk Emden） - iD.4、アルテオン
- ツヴィッカウ・モーゼル（Volkswagenwerk Zwickau） - ゴルフ、ゴルフ変種、パサート変種
- スロバキア・ブラチスラヴァ - パサート、トゥアレグ、up!
- ポルトガル・パルメラ - T-Roc、シャラン
- スペイン・パンプローナ - ポロ、T-Cross
- メキシコ・プエブラ（Volkswagen de México） - ザ・ビートル、パサート、ジェッタ、ゴルフ変種
- ブラジルSão José dos Pinhais - ゴルフ
- 南アフリカ・オイテンハーヘ - ポロ、ゴルフ

商用車：
- ハノーファー（Volkswagenwerk Hannover） - T6、Amarok
- ポーランド・ポズナン - フォルクスワーゲン・キャディ、T6
- ポーランドWrześnia - Volkswagen Crafter

## 世界展開

### 日本での事業展開
1953年（昭和28年）よりヤナセにより輸入が行われた。当初から右ハンドル仕様を用意するなど、日本市場に適した製品の積極的な導入により、輸入車のトップシェアを維持していった。
1983年（昭和58年）7月にフォルクスワーゲンの直接の子会社であるフォルクスワーゲン株式会社が設立され、1989年（平成元年）8月には「フォルクスワーゲンアウディ日本株式会社」となって系列の販売店をオープンし、より直接的な販売にも乗り出した。しかし1991年（平成3年）にトヨタがVW車の販売を始めると表明するとヤナセとの関係が悪化し、ヤナセは『値引き合戦が激しくなり、ブランドイメージが保てなくなる』として1992年（平成4年）12月をもってVWの輸入、販売を取りやめた。
その後は地場資本の「ファーレン店」とトヨタ系の「DUO店」で販売を行い、かつてVWのインポーターであったヤナセも2005年（平成17年）に「ヤナセヴィークルワールド」を立ち上げ、VW車の販売を再開した。

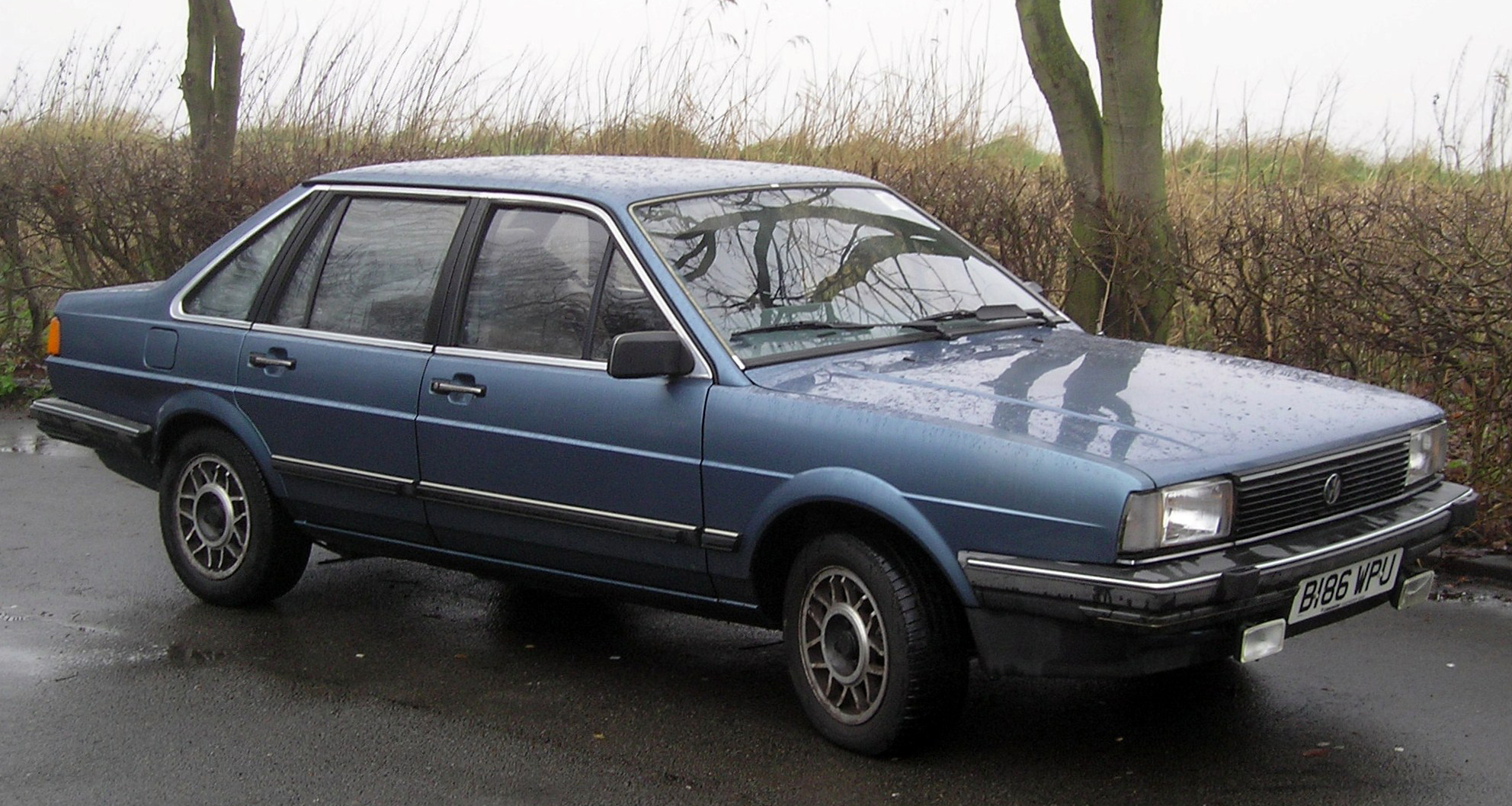
2代目パサートを3ボックスセダン化した「サンタナ」
日本では日産によってノックダウン生産、販売された

2009年（平成21年）12月にはスズキとの包括的提携を発表し、VW側はスズキの発行済株式の19.9 %を取得する一方で、スズキ側もVW株を「VWがスズキ株式の取得に投じた金額の2分の1を限度として」取得するほか、ハイブリッド車等の開発でも提携する こととなったが、2011年9月にスズキ側より提携解消が発表された。
なお1984年（昭和59年）から1991年（平成3年）にかけて、日産自動車との提携により「サンタナ」を同社の座間工場でノックダウン生産し、同社の販売店とヤナセで販売していたものの、これまでにフォルクスワーゲンが日本国内に自社工場を構え、生産を行ったことはない。
なお、日本でのサンタナの後継となる3代目「パサート」は、ヤナセがセダンとバリアントを輸入、販売し、日産がセダンのみを輸入、販売するといった変則的な方法が取られたが、VWとトヨタとの提携が始まったことで、日産扱い分は終了している。

### 中国での事業展開
中華人民共和国では、古くから国内の自動車業界で1、2位を争う大手である、上海汽車と第一汽車の双方と生産・販売協定を行っている。フォルクスワーゲンは同国において国外の自動車メーカーで最初に合弁企業を設立した会社である。また部品工場も保有する。
商標は「フォルクスワーゲン = 国民車」から「大衆」で、簡体字表記では「大众」となる。また、「众（衆）」の字はVWのロゴマークとよく似ている。
2008年に開催された北京オリンピックでは「北京2008パートナー」（同国内・同大会関連でのみ権利のあるローカルスポンサー）のひとつとなった。

### 北米での事業展開
1949年にアメリカ合衆国に輸出が開始されて以来、恐竜にも例えられた国産車への対抗馬として大いに現地市場に浸透し、かつては代表的な大衆車であったが、1970年代後半に開始されたラビット（Rabbit:初代ゴルフの現地名）現地生産での失策（運転感覚や車種のキャラクターを一般的アメリカ車に近づけすぎた）と、同時期の日本車の好評によるシェアの伸長以降、長期低落状態に陥り、アメリカにおける市場シェアが2007年で2 %以下まで下落している。品質・信頼性に関する問題に加え、「割高で、つまらない自動車」と捉えられていることが原因とされる。
2006年には、販売不振だった高級乗用車・フェートンの販売を中止した一方、イメージ挽回をかけて、先代GTI（北米では独立した車名となっている）の広告でMTVの人気番組Pimp My Rideをパロディにしたキャンペーンを行ったり、その直後には基幹車種であるニュービートル、ラビット（五代目ゴルフの現地名）、ジェッタの特売キャンペーンを展開していた。
2008年7月15日に、フォルクスワーゲンはテネシー州チャタヌーガ市で自動車組立工場を建設すると発表した。現地では新型クロスオーバーSUV「アトラス (Atlas)」を、2018年モデルとして生産を始める予定である。

### ブラジルでの事業展開
1953年にブラジルの現地法人である「フォルクスワーゲン・ド・ブラジル」を設立し、「ビートル」や「パサート」などの生産を行うとともに、「ブラジリア」や「ゴル」などの独自車種の開発、生産も行っている。1979年には、経営危機を受けブラジル市場から撤退したアメリカのクライスラーの工場施設や販売拠点を買い取り、中型トラックの生産にも進出した。
現在は国内に5か所の生産工場を構え、独自開発した「フォックス」をはじめとする、同国で生産した車種を南アメリカの近隣諸国やヨーロッパ、北アメリカ諸国へ輸出するなど、国外における一大拠点として位置づけられている。

### イランでの事業展開
2017年7月4日、フォルクスワーゲンは、2015年のイラン核開発協議の合意に伴う制裁解除を受け、同年8月より17年ぶりにイラン向けの自動車（パサート、ティグアン）輸出を開始すると発表した。フォルクスワーゲンは、潜在的な新車需要はイギリス市場を上回るものと見ている。

## 戦後賠償

### 歓喜力行団積立金
第二次世界大戦前に、フォルクスワーゲンを購入するために多くのドイツ人労働者が余暇活動組織「歓喜力行団」を通じてフォルクスワーゲンに積立金を支払っていたが、民需生産の中止により実際の納車はなされなかった。この為1960年代に多くの訴訟が西ドイツで起こり、その結果フォルクスワーゲンは被害者に対して積立額に応じた損害金を支払うことになった。ただ支払い対象となったのは当時西ドイツに在住して申し出た被害者のみであり、東ドイツの住人は除外された。

### 強制労働
ナチ党がドイツを動かしていた頃、フォルクスワーゲンだけでなくシーメンスやダイムラーなどの会社は、ユダヤ人やロシア人などの多くの人々を奴隷的に強制労働させたと言われている。
弁護士らはそれらの会社が使った強制労働者の数は200万人以上であると考えている。
1998年には戦前や戦時中のフォルクスワーゲン製造会社に関連する戦争補償プログラムをはじめた。また2011年7月に、フォルクスワーゲンは強制労働の過去を償うための基金の設立を発表した。だが2011年10月、弁護士らはその基金では不十分だとして、フォルクスワーゲンやダイムラーなどが強制労働の被害者から訴えられた。

## モータースポーツ活動

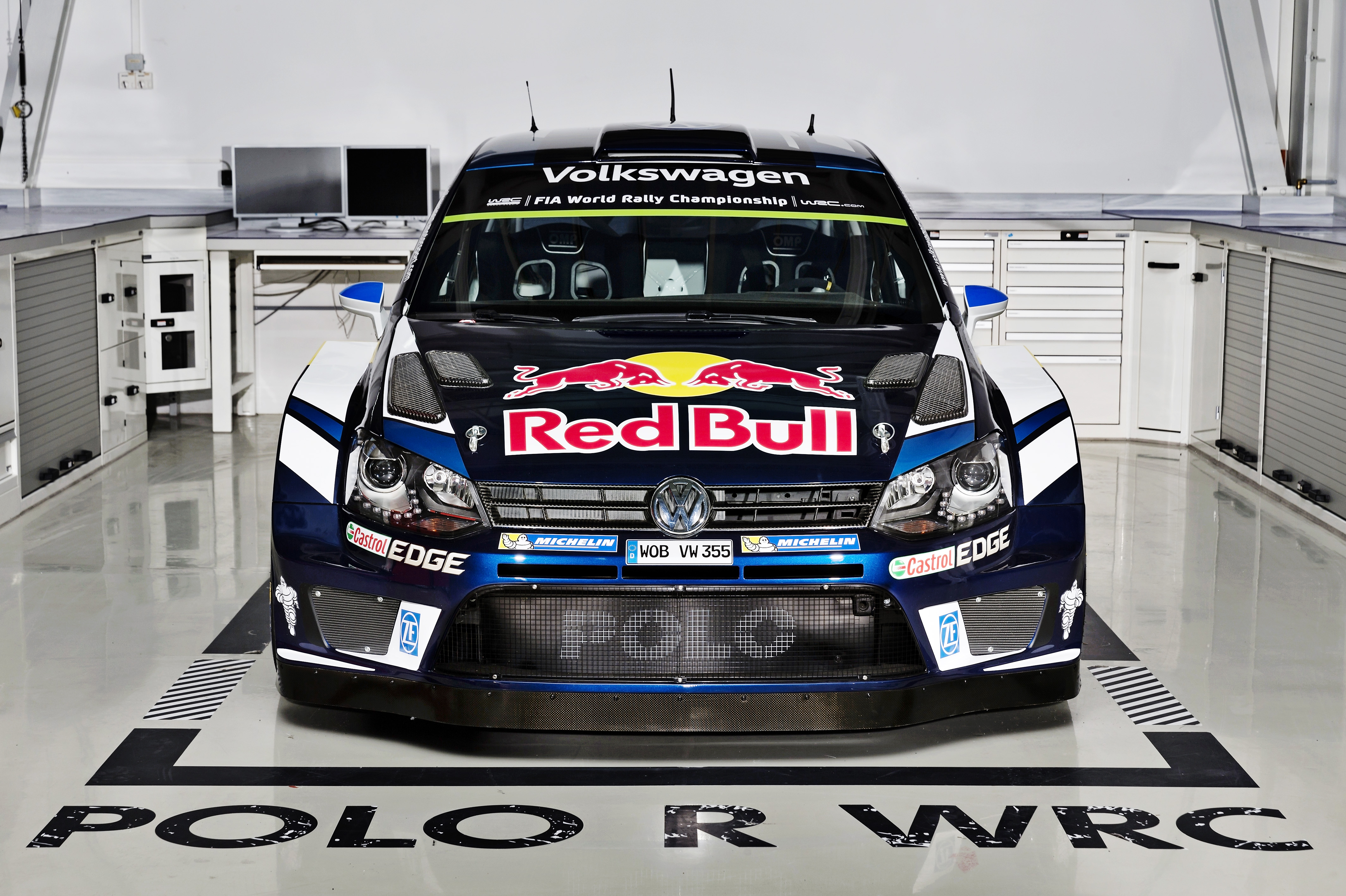
ポロ R WRC

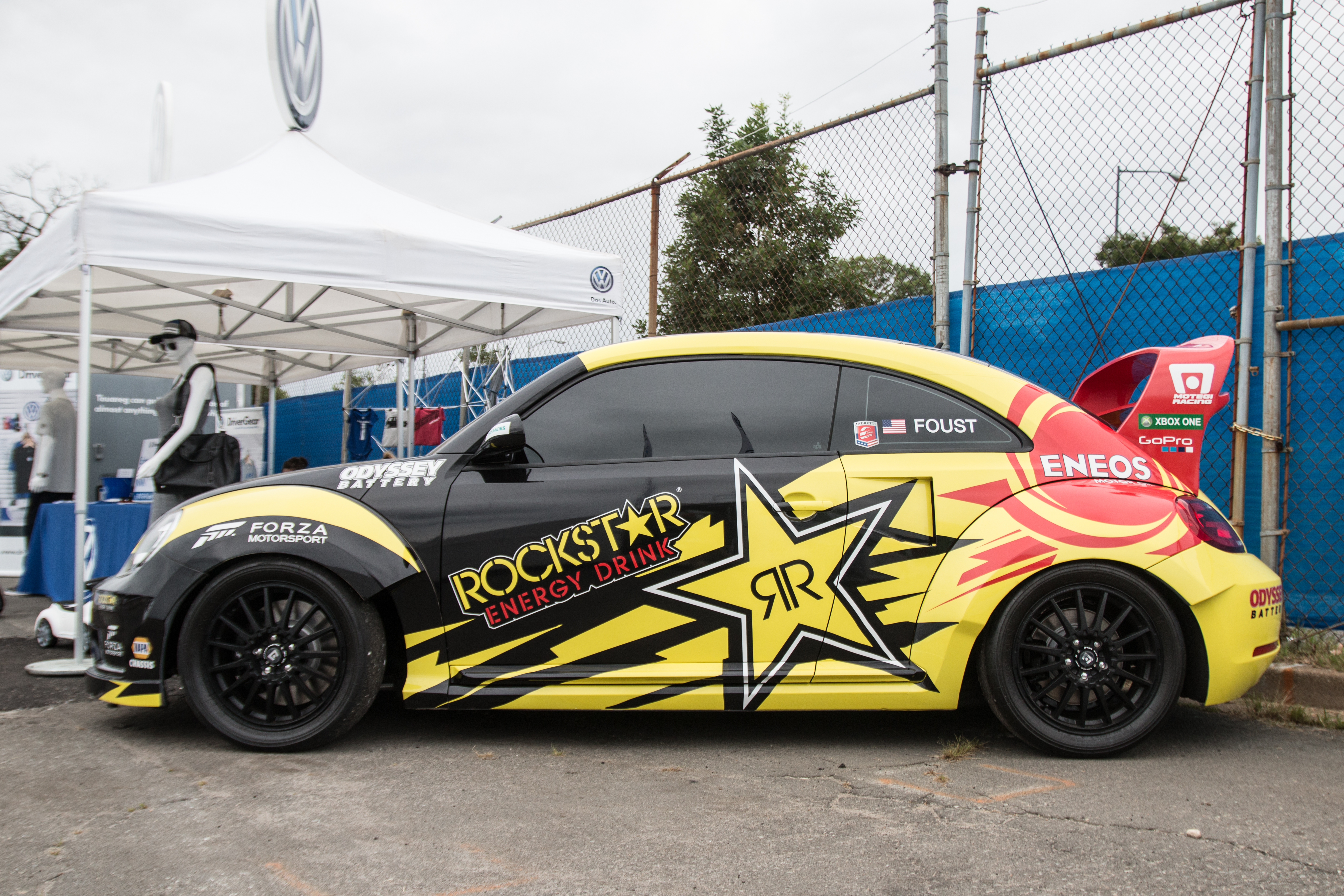
ビートルRXスーパーカー

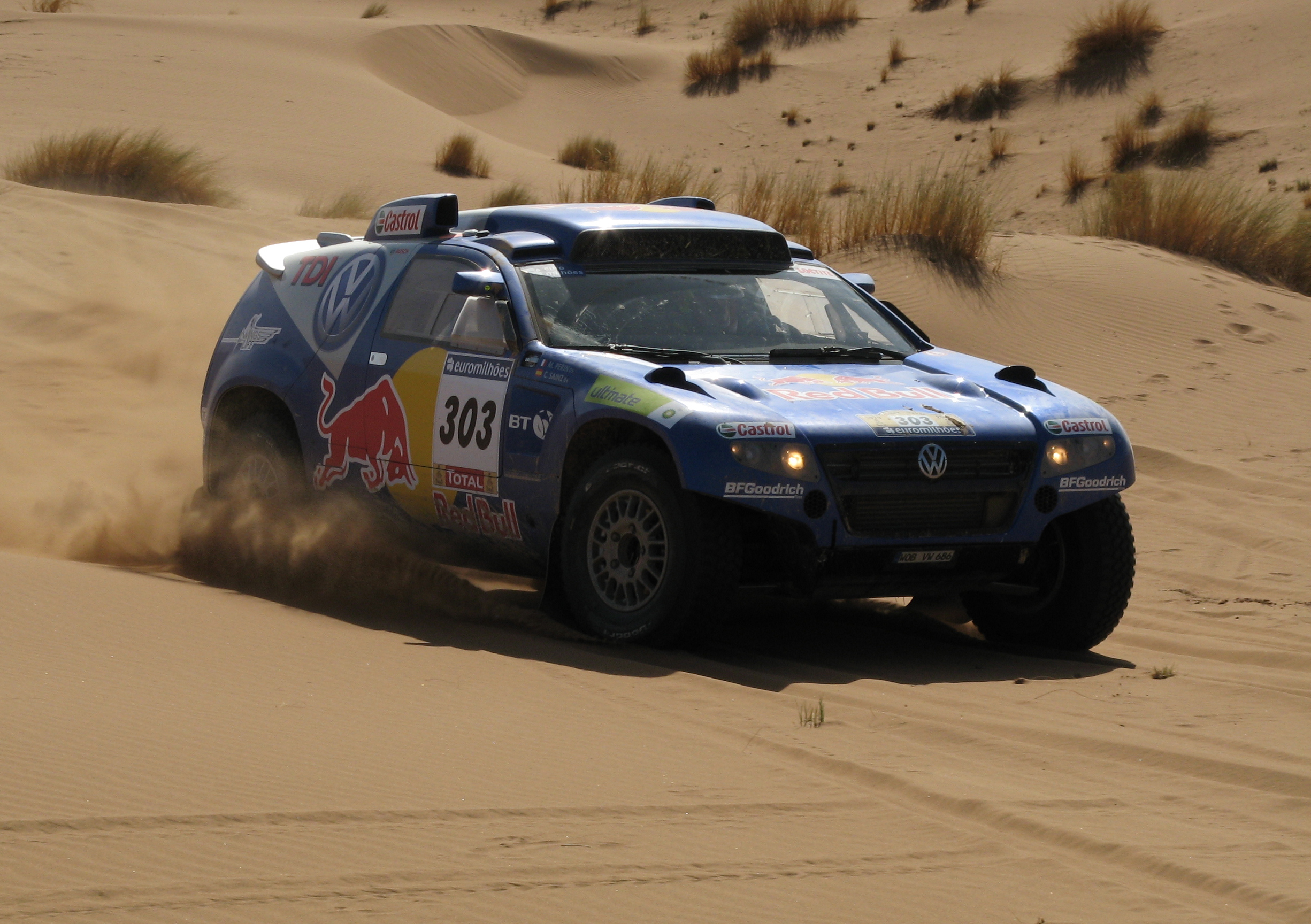
レーストゥアレグ

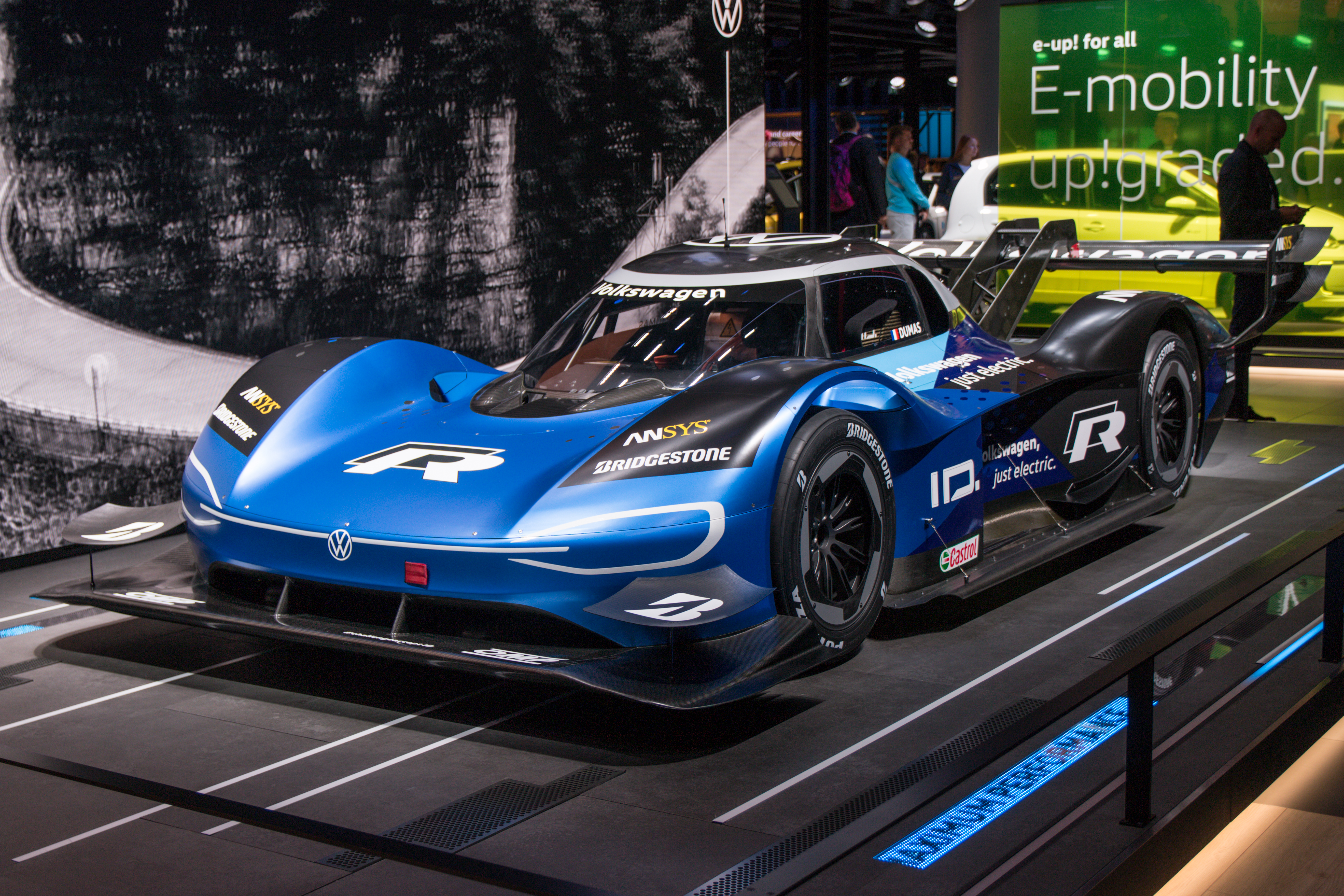
ID.R

1970年代後半からラリーやヒルクライムでゴルフを用いてのワークス活動が行われた。小排気量ながら前輪駆動で小回りの利くボディを活かして活躍し、1986年WRC（世界ラリー選手権）のグループB最終年に一度だけ開催されたグループA車両の世界選手権では、ゴルフGTIでタイトルを獲得した。ゴルフは各国でワンメイクレースも開催され、人気を博した。
2001年にはジュニアフォーミュラのフォーミュラ・フォルクスワーゲン・ドイツを開催。しかしエントリーが集まらず、わずか3年の開催で終了した。
2002年からはダカール・ラリーに参戦。ターレック、レーストゥアレグで三菱の牙城に挑むも、なかなか崩せなかった。2009年に南米へ舞台を移した後、三菱ワークスの最終年に雪辱を果たして初優勝。以降は常勝軍団となり、BMW/X-raid勢を圧倒し続け、2011年には1-2-3フィニッシュで3連覇を達成して去った。2008年にはバハ1000にトゥアレグのトロフィー・トラックでの参戦も行った（13位完走）。
この間の2007年からF3用エンジンの供給も開始。欧州F3を2度制した。全日本F3でも2016年にB-MAX RACINGの高星明誠が、2019年に同じくサッシャ・フェネストラズがチャンピオンとなり、トムス/トヨタが支配する領域に新風を吹き込んだ。
2011年はWRCに復帰し、傘下のシュコダのマシンを用いてチームオペレーションの訓練を行った。このように万全の体制を敷いて2013〜2016年は最高クラスにWRカーのポロ R WRCを投入。セバスチャン・オジェ/ジュリアン・イングラシア組とともに完全無欠の3冠（ドライバー/コドライバー/マニュファクチャラー）4連覇を達成した。また同時期開催されていた北米のグローバル・ラリークロスでも、スコット・スピードが操るビートルのRXスーパーカーが圧倒的な速さを見せつけ、シリーズの最終3年間を3連覇した。
その後ディーゼル不正問題（後述）の影響によりWRCは撤退、EVへシフトする姿勢を打ち出すとともに、プロトタイプレーシングカーの姿をした、4WDのEVハイパーカー・ID.Rを開発。これをニュルブルクリンクやパイクスピーク・ヒルクライムなどに持ち込み、タイムアタックを敢行して数々の新記録を打ち立てた。パイクスピークでは史上唯一7分台に達したマシンとなった。またフォーミュラEでも、2015年から傘下のアウディを運用するアプト・スポーツラインの戦略的パートナーに加わった。
一方でグループR5仕様のポロや、TCR仕様のゴルフなども開発してプライベーターへ供給。2019年のFIA-F3誕生に伴う規定変更により、F3用エンジン供給からは撤退したが、世界ラリークロス選手権でもプライベーターへの支援を行う形でセミワークス参戦して2017・2018年にポロが圧勝でチャンピオンを獲得するなど、従来のようなガソリンエンジン車のレース活動への関与も続けられた。
2020年にはバハ1000に向けてトロフィー・トラックのアトラスを発表するが、2020年末を持ってモータースポーツ事業そのものから撤退することを決めたため実現しなかった上に、上記活動は全て終了となった。以降のポロR5のパーツ供給は、オランダのプライベーターに移管された。
フォルクスワーゲンが関わっていないものとしては、初代ビートルはコンポーネントを流用して初期のレーシングカーによく用いられた。1963年に空冷式水平対向エンジンを流用したフォーミュラ・Veeがアメリカで誕生し、欧州やオセアニア、南アフリカなどにも普及した。この簡素で安価なフォーミュラカーによるレースは、初代ビートルが稀少となった現在も行われている。また同様に、北米のバハ1000はじめとするデザートレースでは、「バハ・バグ」をはじめとする、ビートルのRRレイアウトのコンポーネントを流用して改造したバギーカーを製作するのが現在も盛んに行われており、複数の専用クラスが存在する。

## 不祥事

### ディーゼルゲート
2015年9月18日、フォルクスワーゲンのディーゼルエンジンの一部車種が排出ガス規制を不正に潜り抜け、実走行時の有害排出物が規制値を大幅に上回っていることがアメリカ合衆国で明らかになった。既に多くの台数が市場に出回っているため、健康への被害は極めて大きいと推定される。制裁金・訴訟、第44回東京モーターショー直前での発覚で、ブランドイメージの悪化などにより、企業業績への悪影響は長期間にわたると予想され、5日後の9月23日に、最高経営責任者のマルティン・ヴィンターコルンが辞任に追い込まれる結果となった。

#### 不正内容
2015年9月18日、アメリカ合衆国の環境保護庁は、フォルクスワーゲンが、アメリカ合衆国連邦政府の大気浄化法をクリアするため、ディーゼル自動車に不正なソフトウェアを搭載していたと発表した。このソフトウェアは試験であることを自動検知し、ECUの機能をフル稼働して、試験時のみ有害物質の量が大幅に減るようにされていた。しかし、自動車が通常走行する場合は、環境基準の40倍に上る窒素酸化物などを排出していた。
このように、試験だけを通過する機能は「ディフィートデバイス（無効化装置）」と呼ばれ、アメリカでは違法である。通常走行でも規制に適合するようソフトウェアを修正すると、燃費の悪化、出力の低下、および部品寿命の短縮が見込まれる。問題があるのは排ガス規制に関する部分だけであるため、運転の安全性には問題がない。その後、不正車種はガソリン車にも拡大し、不正対象物質は二酸化炭素排出量にも及ぶことが同社の内部調査で明らかになった。
欧州連合では、2007年にディフィートデバイスを違法としており、2013年に欧州委員会の共同研究センター (JRC) が、不正を防ぐために路上テストに切り替えるべきだと提言していた。なお日本では、車両総重量3.5トン超のディーゼル車に対してのみ、ディフィートデバイスが禁止されていたため、当該車種（普通自動車）での使用は、2015年時点では違法行為にならなかった。
当該車種による汚染物質の総量は、年間100万トンと見られる。統計的には、1,300トンのNOxあたり一人の死亡につながると推定される。
最初に「異常な排出値」を検出した路上走行での計測には、日本の計測器メーカー堀場製作所が製造した、車載可能なポータブル測定器が使われた。

#### 不正対象車種
フォルクスワーゲンはこの不正行為を認め、アメリカ国内で不正の対象となった車は、2009 - 2015年型の「ゴルフ」「ジェッタ」「ビートル」と2012 - 2015年型の「パサート」で、いずれもディーゼル車であり、台数は48万2000台に上ると発表した。
フォルクスワーゲンの内部調査により、上記の該当車種だけでも全世界で1,100万台が不正の対象となっていることが判明した。ドイツ国内では280万台に上る。アメリカ以外にも、EU、スイス、カナダ、韓国、インドの政府が検査を実施する見通しであるが、日本では当該車種は正規販売店から発売しておらず、ユーザーの並行輸入のみで影響は極めて少なかった。ドイツのドブリント運輸相は、欧州販売のVW車でも不正を確認したという。さらにセアト・レオンやトレドで使われている1.6リットル、2リットルエンジンでも不正が確認されたと述べた。
VWの製造したディーゼルエンジンは、クライスラー、三菱自動車工業にも供給されており、クライスラー・セブリング、ジープ・コンパス、ダッジ・アベンジャーに搭載されている（ディフィートデバイス搭載の有無は不明）。9月30日、各国の不正対象車の数が、イギリス119万台、フランス98万4千台などと発表された。
さらに不正対象車種は増え、アウディもA1、A3、A4、A5、A6、TT、Q3、Q5の210万台が、ディフィートデバイスを搭載したと発表した。西ヨーロッパが142万台、ドイツ58万台、アメリカが1.3万台である。
さらに、「フォルクスワーゲン・ティグアン」も、第1世代のうちEA189ディーゼルエンジンの搭載車に限り不正の対象となったと発表された。
さらに、3リットルV6ディーゼルエンジンを搭載した2009年 - 2016年のモデルの「フォルクスワーゲン・トゥアレグ」とアウディ・Q7、2013年 - 2016年モデルの「ポルシェ・カイエン」、アウディの2014年 - 2016年モデルのQ5、A6、A7、A8にも不正ソフトウェアが発見され、アメリカ国内で対象車が8万5千台に及ぶと米環境保護局が発表し、フォルクスワーゲン社もこれを認めた。
さらに、フォルクスワーゲン、アウディ、シュコダ、セアトのガソリン車を含む合計80万台の車種で、二酸化炭素排出量にも不整合が見られるとフォルクスワーゲンが発表し、その中には9万8千台に及ぶガソリンエンジン車が含まれることが、ドイツのドブリント運輸相によって発表された。

#### 不正の影響
フォルクスワーゲンは、アメリカだけでも、アメリカ合衆国司法省から自動車1台に付き3万7,500米ドルの制裁金を課せられ、最大180億ドル（約2兆1600億円）となる巨額の制裁金や、刑事訴追 を受ける可能性もある。また大規模なリコールが予想され、同社は65億ユーロ（73億＄）を引き当てた。
不正車種の発売停止や、ブランドイメージの失墜による、販売への悪影響は数年間に及ぶものと見られる。2015年11月の同社のアメリカ国内の販売台数は1年前と比べて25 %下落し、イギリスでは20 %下落した。
そのほか、アメリカおよびカナダ国内で、価値の減じた当該車種の所有者による集団訴訟、健康被害にさらされた国民を代表しての政府による訴訟、さらには不利益を被った自動車販売店による集団訴訟が計画されている。
アメリカではエコカー減税の対象となっており、4万台の所有者に61億円の減税があった。虚偽のデータに基づいて減税対象と認定されたため、違法とされる可能性がある。
発表同日、同社の株価は20 %下落した。翌9月22日火曜日、同社は全世界で1,100万台が影響を受けると発表し、株価はさらに17 %下落した。この株価下落に対し、株主の訴訟も計画されている。
フォルクスワーゲンはドイツ最大の企業であり、ドイツ国内で27万人を雇用しており、ドイツ発の世界的ブランドでもある。その企業の不正は、長期化すればドイツの経済にも悪影響が及ぶという指摘がある。

#### 不正発覚後の経緯
2015年9月20日、フォルクスワーゲンは不正を認めた。翌月曜日、アメリカ合衆国環境保護庁は、フォルクスワーゲンがほぼ1年間に渡って不正を否定し続けてきたが、2016年にアメリカ合衆国で発売する自動車の保安基準認可を保留すると脅して、初めて不正を認めたと発表した。翌9月23日水曜日、CEOのマルティン・ヴィンターコルンは辞任した。9月25日金曜日、前ポルシェCEOのマティアス・ミュラーがCEOに就任した。
この問題について、ドイツ連邦政府が事前に把握していたとの疑惑もあるが、ドイツ連邦政府は疑惑を否定した。
ディフィートデバイスの導入を決めたのは、2005 - 2006年頃 だったという。2007年にディフィートデバイスを開発し納入したのはボッシュだが、あくまでも試験用であり「販売車に使用するのは違法だ」という『文書による警告』をしていたという。また2011年に社内の技術者が、ディフィートデバイスの使用について警告していた。
2015年9月28日、ブラウンシュバイク検察当局はマルティン・ヴィンターコルンに対して、詐欺の疑いで捜査を開始した。2015年10月7日、マティアス・ミュラーCEOは従業員集会において、「すべての投資計画、合理化計画を見直す」と初めて事業の改善計画について明言した。同日、翌2016年のアメリカ国内でのディーゼル乗用車認可申請を取り下げることが発表された。
2015年10月15日、ドイツ連邦政府は、修理するかどうかを「当該車の所有者に任せる」というフォルクスワーゲンの提案を拒否し、ドイツ国内の全240万台に対して強制リコールを命令した。
2023年6月27日、ミュンヘン地方裁判所は、詐欺罪に問われたフォルクスワーゲン傘下のアウディのルパート・シュタドラー元会長に禁錮1年9月と罰金110万ユーロの判決を言い渡した。

#### 不正車への対応
2016年6月28日、同社はアメリカ国内の不正車の買い取り・修理・補償・集団訴訟への対応のため、総額で153億米ドルの支払いをすることが決まった。ただしこれには、アメリカ合衆国連邦政府への罰金および刑事訴訟は含まれない。この金額は、同日の為替レートで約1兆5千6百億円に及ぶ。

### 不具合とリコール
横置きの7速DSG（デュアルクラッチトランスミッションの商品名） DQ200とDQ250型において場合によってトランスミッションオイル内で蓄積された硫黄の影響で制御装置の配線が短絡し、駆動力が伝達できなくなる不具合が発生しており、2013年になって数カ国でリコールが発表された。
VGJからは2013年5月8日付で、下記のように届出が行われた。「自動変速機制御コンピュータの基盤材質が不適切であるため、内部ショートが発生し電源用ヒューズが溶断する恐れがある。走行中に不具合が発生した場合、クラッチの締結が開放されることによって、車両の運行を維持するための駆動力が伝達されず、惰性走行状態となり、車両停車後に再発進不能となる。なお、不具合が発生しても、車両を安全に停車させるための制動、操舵にかかわる機能は保持される。駐車中に不具合が発生した場合、エンジンを始動できない、または始動できても発進不能となる。」
その他の国では下記のような事態が発生している。
アメリカ合衆国
2009年8月フォルクスワーゲン オブ アメリカより2件のDSG関連のリコールが届出されており、1件目が13,500台、2件目が53,300台で2008年と2009年型の車両でのみ不具合が見つかったとしている。
中華人民共和国
2009年から特に電子掲示板上で、DSGの不具合についてフォルクスワーゲン社が十分な対応をとっていないという問題が広く知れ渡っており、2012年に中華人民共和国国家品質監視検査検疫局がフォルクスワーゲングループ 中国(VGC)に対してメーカーとしてこの問題に対応するように促した。2013年3月VGCは約50万台の7速DSG搭載車について不具合を認め、該当者車両の制御装置のアップグレードを提案している。
スウェーデン
タクシー仕様のパサート・EcoFuel DSGでDSGの不具合が多発しており、フォルクスワーゲン スウェーデンはこのモデルの販売を中止し、別の型のDSGが搭載されたトゥーラン EcoFuel DSGに置き換えた。
オーストラリア・ニュージーランド
フォルクスワーゲン オーストラリアは、2013年6月11日付で2008年6月から2011年9月の間に輸入・販売された25,928台のVW DQ200型7速DSG搭載車のリコールを発表。さらにアウディで6000台とシュコダでも1746台の同型DSG搭載車のリコールを発表した。中国や日本で大量リコールが発表された際に、フォルクスワーゲン オーストラリアはオーストラリア仕様はスペックが違うなどとして迅速に対応していなかった点が批判の対象となっている。
日本
上記の通り2013年5月8日付で届出が行われており、内訳はVWが計24車種で91,015台、アウディが計3車種で13,752台。
シンガポール
フォルクスワーゲン シンガポールは、2013年4月29日付で、約6,100台の7速DSG搭載車をリコール。
マレーシア
フォルクスワーゲン マレーシアはシンガポールでの発表から13日後の2013年5月12日付で、こちらでも7速DSG搭載車をリコール。

### 終結にむけて
2018年6月13日、フォルクスワーゲンは、本社を管轄するブラウンシュヴァイク検察当局から10億ユーロ（約1300億円）の罰金を命じられたと発表。罰金の承諾をもって進行中の行政罰の手続きはすべて完了するとした。アメリカでは、約250億ユーロの罰金や賠償金の支払いに合意しており問題は収束しつつある。なお、賠償等の支払いやイメージダウンによる販売減により懸念された経営危機については、2017年の年間販売台数、純利益がともに問題発覚前の数字を超え過去最高を記録している。

### 人とサルを用いた排気ガス吸引実験
フォルクスワーゲン、BMW、ダイムラーの3社が出資する研究団体「輸送セクターにおける環境と健康についての欧州研究グループ（EUGT）」は、ディーゼルエンジンの排気ガス吸引の影響を調べるため、2013年から2014年にかけて健康な25人を対象に、窒素酸化物を含む排気ガスを吸引させる実験をドイツ国内で行なった。また、2014年にはアメリカで、気密室に入れたサル10匹にフォルクスワーゲン車から出る排気ガスを吸引させる実験を行なった。
2018年にこうした吸引実験の存在が報道されると非難が殺到し、アンゲラ・メルケル首相は「倫理上正当化のしようがない」と強く批判。同年1月30日、フォルクスワーゲンは問題の実験は「非倫理的で不快」であると表明し、同社のチーフロビイストを停職処分とし。

### 人種差別広告
2020年5月、Instagramで公開した広告動画で、建物の前に駐車した黄色い新型ゴルフのそばにいたスーツ姿の黒人男性を、巨大な白人の指先が押したり摘まみ上げたりしてあちこち移動させ、最後には車から遠ざけるように建物の中へはじき飛ばす内容であったことから、人種差別的だという批判が殺到し、謝罪、公開停止に追い込まれた。

### 嘘の社名変更
2021年3月30日、フォルクスワーゲンのアメリカ法人は電気自動車への転換をアピールするために電圧を表す単位の「ボルト」を織り交ぜた「ボルツワーゲン（Voltswagen）」に社名変更すると発表した。その後、社名変更は2日後（4月1日）のエイプリルフールへの一環であり、マーケティングチームが企画した冗談だったとして謝罪した。この報道発表には信憑性を疑う声も存在したが、同社の広報が事実だと主張したため、各メディアが一斉に報じた経緯があった。そのため、フェイクニュースに加担させられたとして、AFP通信やUSAトゥデイなどから批判を受ける事態となった。また、この社名変更報道を受けて、フォルクスワーゲンの株価が一時上昇しており、インサイダー取引を指摘する声もある。

### 映像化
- Netflix シリーズ 『汚れた真実』シーズン1 第1話 排ガス不正 (2018年)

## フォルクスワーゲンの日本での呼称
「Volkswagen」（＝国民車）の標準ドイツ語発音は「フォルクスヴァーゲン [ˈfɔlksˌvaːgn̩] ( 音声ファイル)」だが、日本では "Wagen" の部分を正確なドイツ語読みではなく、慣用的な表記「ワーゲン」にしている。これはヴァ行の発音が本来無い日本語においては広く行われている（例：リヒャルト・ワーグナー、ブルーノ・ワルターなど）。
フォルクスワーゲン社の日本法人が1983年7月に『フォルクスワーゲン株式会社』として設立されたことにより、日本でのこの名称は公式なものになった。現在はフォルクスワーゲン グループ ジャパン株式会社に改名している。
日本では『フォルクスワーゲン』およびその短縮形の『ワーゲン』は長い間、同社の『フォルクスワーゲン・タイプ1』を指す愛称として用いられてきた。本国ドイツではこれを「カブトムシ」を意味する『ケーファー（Käfer）』と呼び、英語圏では同意の『ビートル（Beetle）』の呼称が広く用いられた。日本でも「ビートル」の愛称はよく知られている。アメリカでは『虫（バグ、Bug）』とも愛称されるが、日本ではビートルを趣味の対象とするマニア内の用語に留まっている。なおメキシコでは「Vocho」（ボッチョ：スペイン語で『虫』を意味する Bicho（ビチョ）と Volkswagen からの造語）、タイではタオ（亀）の愛称で呼ばれる。

## 株主
2005年9月、創業時から関係の深いポルシェ・オートモービル・ホールディングSE(以下PAHSE)はフォルクスワーゲンAGの株式20%を取得し、筆頭株主となった。
2009年1月の時点では、PAHSE社の持ち株比率は50.76%となっており、同社による子会社化が完了した。また今後は複数の金融機関から追加取得できる権利も含めると75%まで買い増す方針が伝えられたが、フォルクスワーゲンはこれに抵抗した。
2009年に入るとPAHSE社は資金繰りに行き詰まってしまい、2011年半ばをめどに、フォルクスワーゲンがPAHSE社傘下のポルシェAG社を買収する形で経営統合する方針であることが明らかとなった。PAHSE社はフォルクスワーゲンとカタール投資庁へのポルシェAG社株式の売却により財務の改善を行うことに成功する。
2009年10月にはフォルクスワーゲンがPAHSE社の保有するポルシェAG社の株式の49.9%を取得した。
PAHSE社の株式は市場売買可能なものの、議決権のある株式の90%以上を一族が保有しているため、依然としてフォルクスワーゲンAG社の議決権の過半数を所有しているのはPAHSE社であり、また同社を支配する創業者一族である。
上記のように、フォルクスワーゲンは2011年度中にポルシェAGとの経営統合を目指していたが、PAHSEによるフォルクスワーゲン株式取得をめぐる訴訟問題の解決が長引いたため、両社の経営統合に遅れが生じた。
2012年7月、フォルクスワーゲンは残るポルシェAG社の全株式を44億6000万ユーロで取得し、完全子会社化すると発表した。依然としてフォルクスワーゲン社の株式の過半数はPAHSE社が保有している。
「ポルシェが買収された」「ポルシェがフォルクスワーゲンと合併した」と報道されることが多いが厳密にはポルシェの創業者一族による支配企業の統合である。
2015年現在、ポルシェ家とピエヒ家が50%強、ニーダーザクセン州が20%の株式を所有している。

## カリーヴルスト

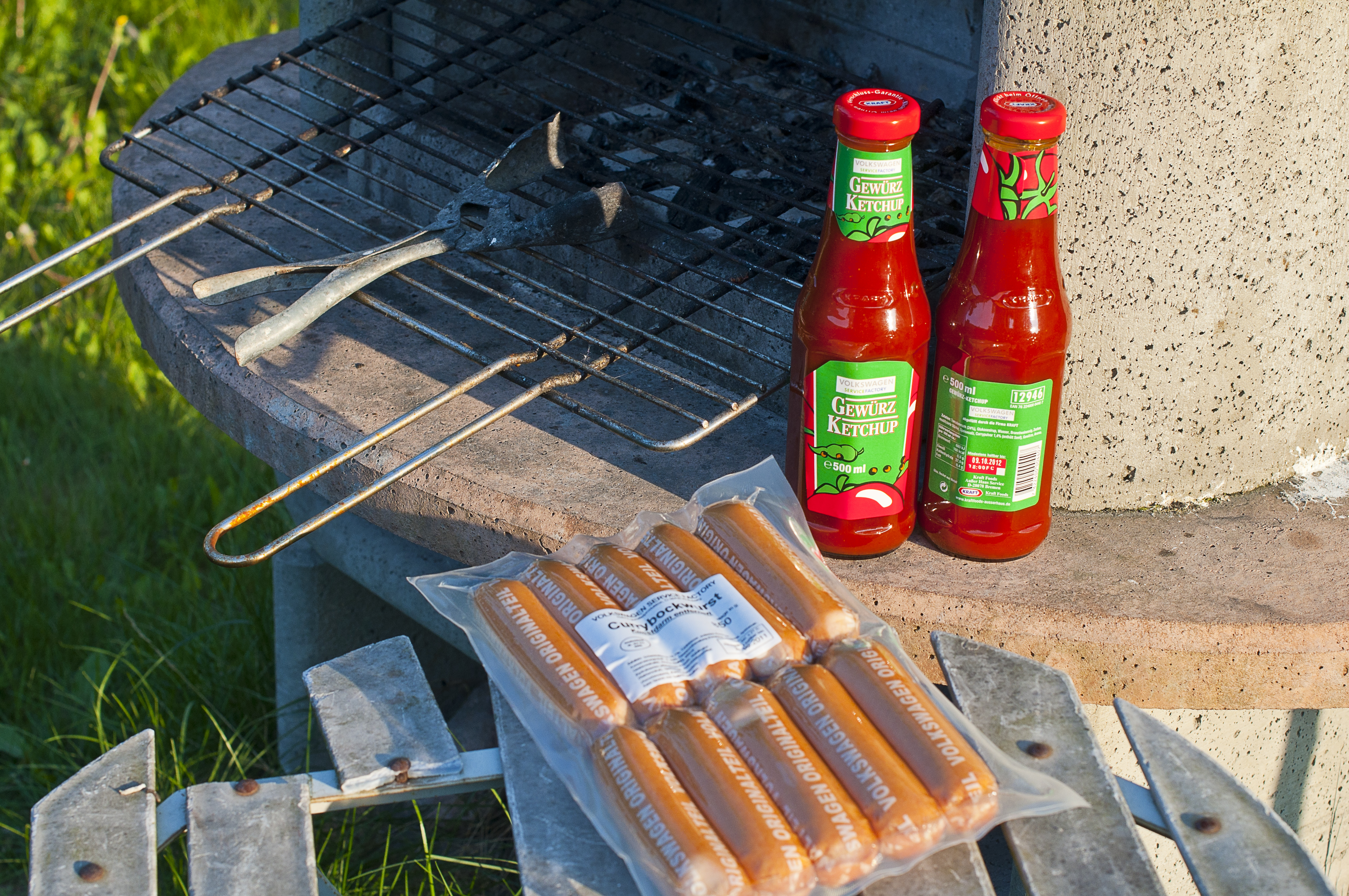
純正のカリーヴルストとトマトケチャップ

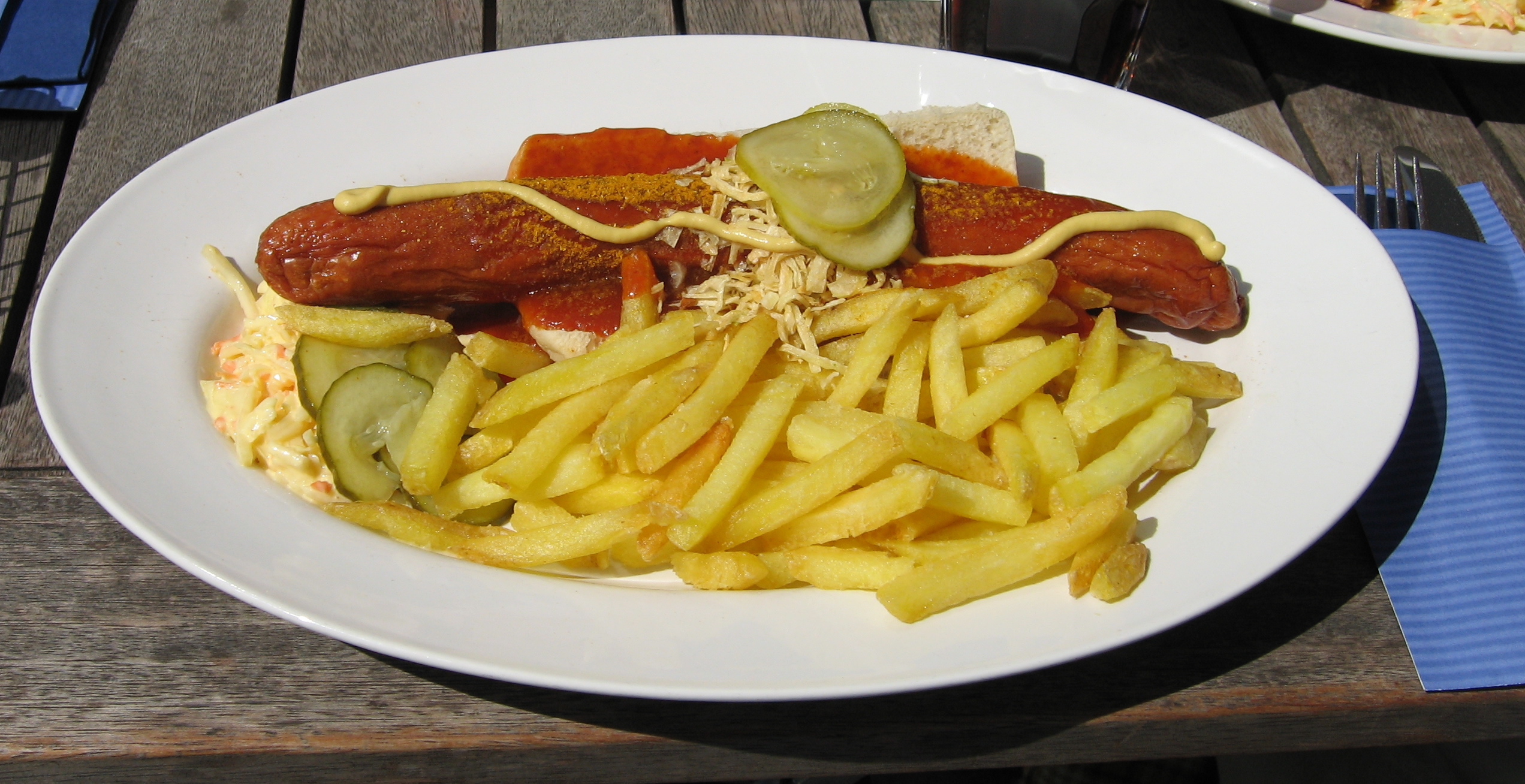
アウトシュタットで提供されているフォルクスワーゲン・カリーヴルスト

フォルクスワーゲンには食品部門があり、カリーヴルストの製造を手掛けている。元々は1973年にヴォルフスブルク工場の敷地内で飼っていたブタを使って製造したのが始まりとされている。
一般的なカリーヴルストはブラートヴルスト（ソーセージの一種）にカレー粉をまぶすだけであるが、フォルクスワーゲンでは肉にコショウ・ショウガ・コリアンダー・ターメリック・唐辛子などをブレンドした特製の無添加スパイスを混ぜ、ブナ材でスモークするなどこだわった製法となっている。
当初は社員食堂やアウトシュタットで提供される「フォルクスワーゲン・カリーヴルスト」用だったが、後に地元のスーパーマーケットやサッカースタジアムでも販売される定番品となった。また本業の販促品としても利用されている。パッケージには『フォルクスワーゲン純正部品』とプリントされており、部品の管理コードとして「Teilenummer 199 398 500 A」が割り当てられている。
1990年代からはカリーヴルスト用のトマトケチャップもVWブランドとして販売している。
2015年には自動車の販売台数を超える過去最高の720万本が販売されたが、排ガス規制問題の中だったこともあり「ソーセージの薫製でブナの木を燃やすが、排ガスが基準値を超えた事実は確認されていない」と南ドイツ新聞で皮肉られたほどである。